# Histoire militaire des Afro-Américains pendant la guerre de Sécession
Pendant la guerre de Sécession, le nombre d'Afro-Américains qui se sont enrôlés dans l'Armée de l'Union a été de 186 097, formant 163 unités militaires. Un plus grand nombre encore s'est enrôlé dans l'Union Navy. Il s'agissait de noirs libres, d'affranchis, ou d'esclaves (ayant fui les états esclavagistes ou libérés par les troupes unionistes) qui voyaient leur enrôlement comme une étape vers leur émancipation et leur intégration.
Les soldats Afro-américains sont enrôlés par l'Union (et au début avec parcimonie) d'abord dans l'ouest et dans le sud. Puis leur nombre augmente notablement, et ils sont utilisés par milliers sur les théâtres d'opérations de l'est, en particulier dans les grandes batailles d'attrition et de siège que les Nordistes décident de livrer à partir de fin 1863 pour écraser définitivement la Confédération.
Des études statistiques ont permis de constater que proportionnellement le taux de mortalité a été beaucoup plus élevé (35 % plus élevé) chez les soldats noirs que chez leurs homologues blancs, et ceci bien qu'ils ne soient entrés dans le conflit que 18 mois après les blancs : tant les United States Colored Troops que les régiments de volontaires Noirs recrutés dans le Nord ont perdu pendant la guerre 70 929 hommes : 2 751 tués au combat ou morts ultérieurement de leurs blessures - et 68 178 morts d'autres causes (essentiellement de maladie).

## Le début de la guerre a été indécis

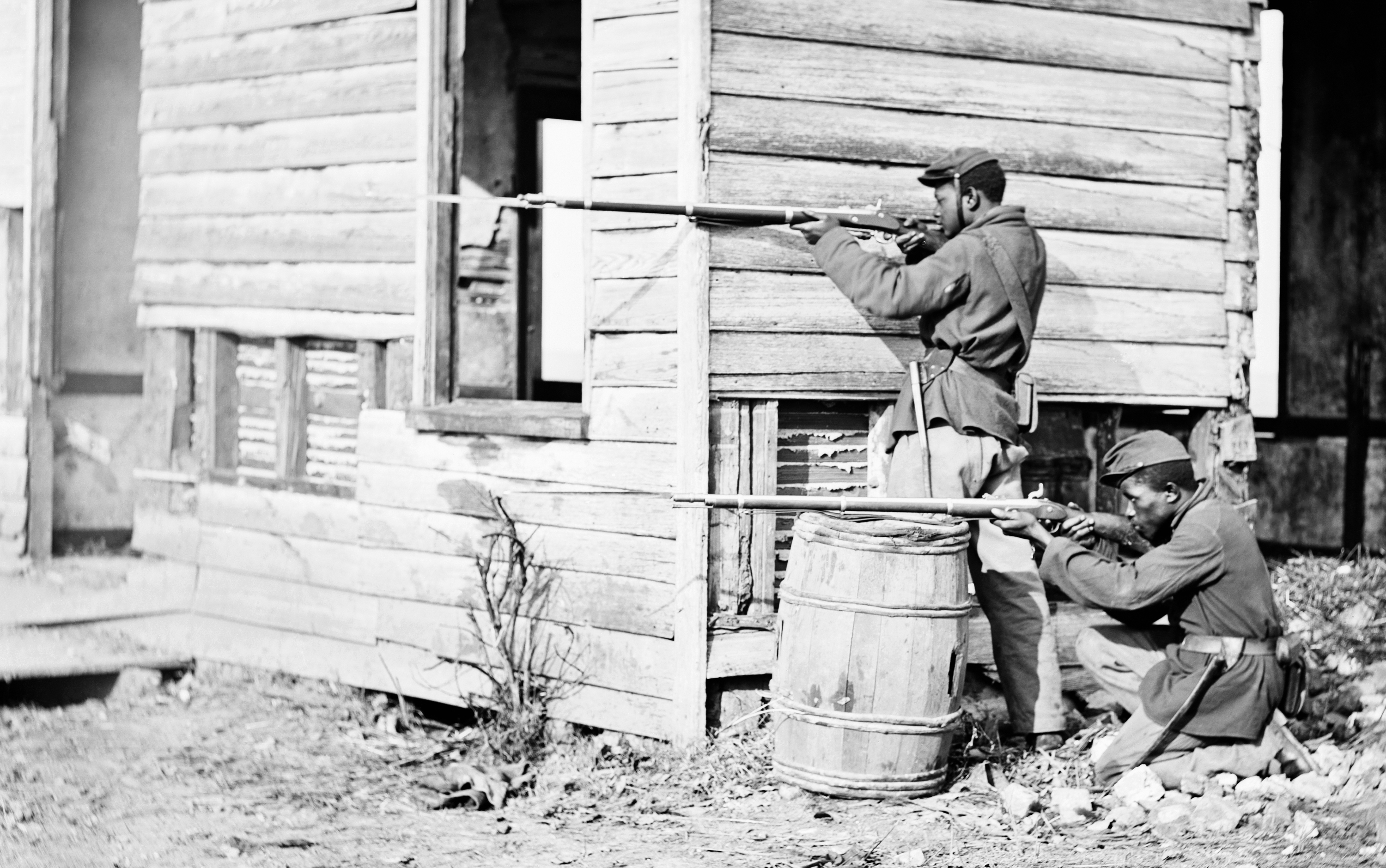
Au début de la guerre de Sécession Frederick Douglass proclamait : "Que le Noir parvienne seulement à porter sur sa personne les lettres de cuivre U.S., qu'il arrive à mettre un aigle sur ses boutons, un fusil sur son épaule et des balles dans sa poche, et aucun pouvoir au monde ne pourra plus nier qu'il a gagné le droit de devenir un citoyen"

En août 1863, deux ans après le début de la guerre, Frederick Douglass écrivait : "Notre Président, nos gouverneurs, nos généraux, nos ministres, clament pour avoir plus d'hommes : "Des hommes, des hommes, des hommes, crient-ils, ou la cause de l'Union est perdue !". Et pourtant toutes ces autorités, qui représentent le peuple et le gouvernement, refusent obstinément d'enrôler ces hommes qui justement ont le plus intérêt à lutter pour obtenir la défaite et l'humiliation des rebelles "
Pendant la Guerre d'indépendance des États-Unis, des Noirs libres avaient formé des compagnies dans le 1st Rhode Island Regiment ; elles avaient été dissoutes à la fin du conflit, et il n'existait plus en 1861 de soldats Noirs.
Après les revers militaires qu'a connu le Nord dès le début de la guerre (prise de Fort Sumter, catastrophique défaite de la première bataille de Bull Run, reculade de la bataille des Sept Jours, mort du colonel Edward Dickinson Baker, ami personnel de Lincoln, lors de la bataille de Ball's Bluff), revers à peine compensés début 1862 par une victoire à la Pyrrhus lors de la bataille de Shiloh, un constat s'impose au gouvernement du Nord : l'Union doit trouver son 2e souffle, et recruter davantage de soldats.
"Faut-il enrôler les noirs dans l'Union Army ?" : la question se pose avec acuité aux autorités du Nord, (Abraham Lincoln y compris) qui cherchent à coordonner l'effort de guerre. Ainsi que d'autres questions : "Comment vont réagir les slaves holding border states (États frontaliers (guerre de Sécession) esclavagistes) et en particulier le Maryland, qui touche Washington D.C. ?. Et quelle sera la réaction des officiers et des soldats blancs ? Et les noirs seront-il vraiment utiles au combat, ? "

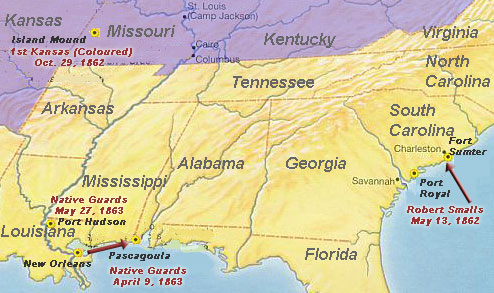
Bien informée par la presse et l'actif mouvement abolitionniste, l'opinion publique du Nord voit son attention attirée par les hauts faits des Afro-Américains dès début 1862:

Alors que le gouvernement hésitait, le Congrès, lui, prenait des décisions : après avoir voté la Loi de confiscation de 1861, le Congrès l'avait renforcée en mars 1862 par le Act Prohibiting the Return of Slaves (en) et la situation des esclaves qui avaient cherché refuge au Nord et auprès des troupes nordistes était maintenant nette au regard de la loi : l'Union devait les garder.
Il exista aussi un moyen terme : organiser les Afro-Américains en unités dotées d'une structure de type militaire, sans les armer, et les utiliser à des travaux d'utilité publique. Ainsi la Cincinnati Black Brigade construisit autour de Cincinnati (Ohio) les fortifications destinées à tenir en échec un autre raid confédéré sur Cincinnati : John Morgan l'avait attaquée en juillet 1862. Formée manu militari début septembre 1862 par la mairie et mise sans ménagements au travail forcé, la Cincinnati Black Brigade est ensuite prise en main et mieux traîtée par le colonel William M. Dickson.
Restait cependant à trancher le cas des esclaves qui avaient fui un maître habitant un état partisan (et non ennemi) de l'Union : cela n'était pas qu'un cas d'école, en particulier au début de la guerre, pour les esclaves provenant des États frontaliers (guerre de Sécession) encore esclavagistes. Dans ce cas, les "Fugitive Slave Laws" fédérales en vigueur (et en particulier le très sévère "1850 Fugitive Slave Act") continuèrent en principe et paradoxalement à s'appliquer, jusqu'à leur abrogation par le Congrès (28 juin 1864).

## En 1862

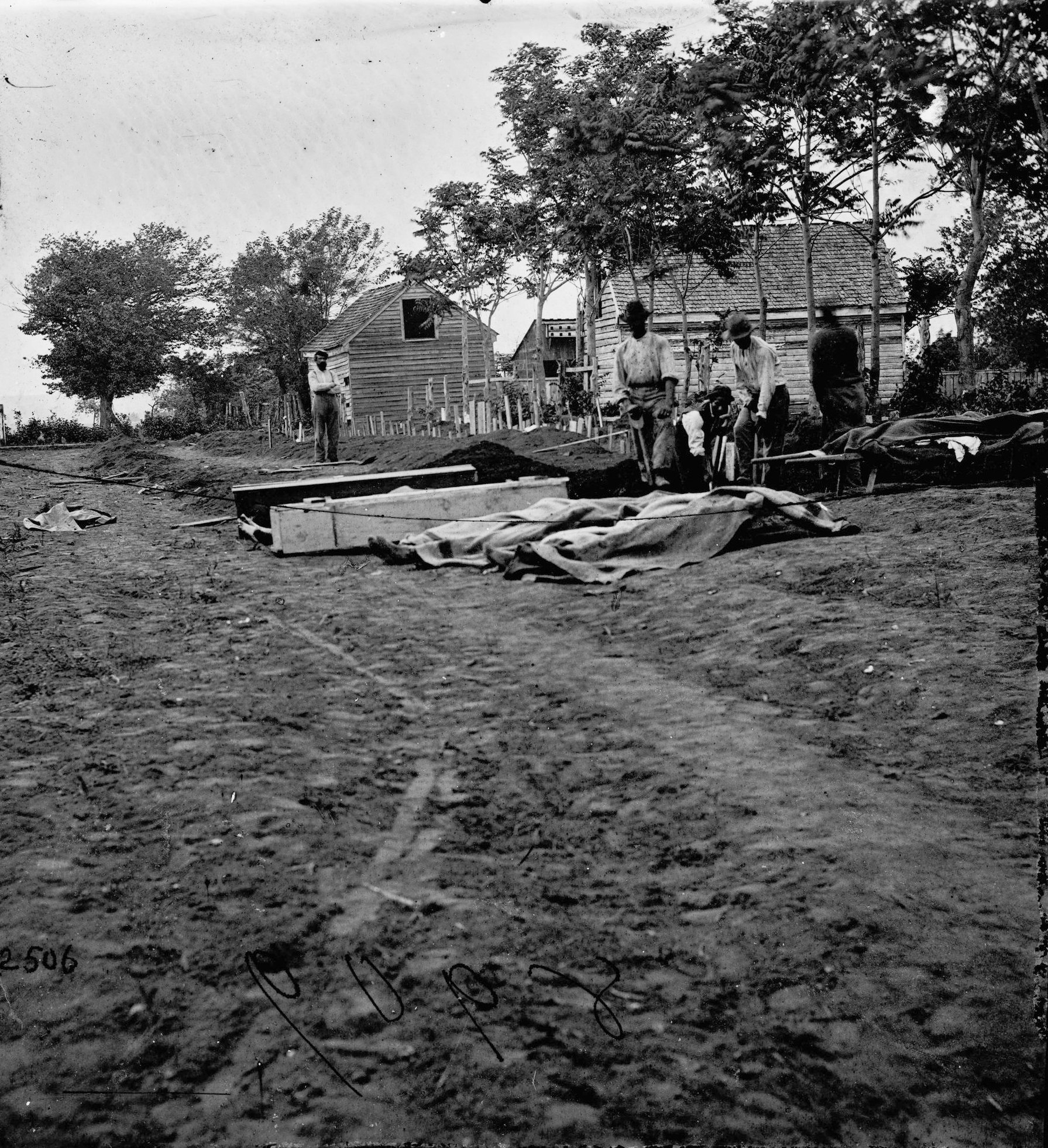
Au début de la guerre, les Colored Troops n'étaient affectées qu'aux corvées. Au bord d'un chemin, un groupe d'Afro-américains met en terre deux cercueils, et trois cadavres roulés dans des linceuls sommaires.

Le 17 juillet 1862 le Congrès de l'Union vote le Militia Act : les Noirs peuvent dorénavant être recrutés dans les troupes auxiliaires ; mais le Militia Act ne verra un début d'application qu'après un délai de deux mois nécessaire à l'évolution de la situation et des esprits : le premier décret de la Proclamation d'émancipation (22 septembre 1862) marque ce changement.
Cependant, malgré les réticences en haut lieu, des généraux abolitionnistes enthousiastes (et à la personnalité il est vrai quelque peu spéciale) commencent à créer des unités de soldats Noirs.
Le political general Benjamin Franklin Butler (homme politique), fort controversé par ailleurs, a décidé dès mai 1861 (alors qu'il est à Fort Monroe en tant que commandant du Department of Virginia) que, malgré le Fugitive Slave Law of 1850 en vigueur, il garderait les esclaves en fuite car ils étaient selon lui des "marchandises prises à l'ennemi" ("contraband"). Et quand en avril 1862 Butler devient gouverneur militaire de La Nouvelle-Orléans, il crée le 1st Louisiana Native Guard, un régiment d'Afro-Américains encadrés par des officiers eux aussi de sang noir, sur le modèle de la Milice noire qui existait sous la Confédération. D'autres régiments de Native Guards seront créés en Louisiane, deviendront les Corps d'Afrique, puis seront amalgamés aux U.S.C.T. (United States Colored Troops).
David Hunter forme dès avril 1862 un des 1ers régiments de Noirs, le 1st South Carolina (African Descent), et promulgue aussi de sa propre autorité son General Order No 11 du 9 mai 1862 émancipant les esclaves dans les États de Géorgie, Caroline du Sud, et Floride qu'il dirigeait en tant que commandant du Department of the South et du Xe Corps.
James H. Lane, un sénateur et political general très actif au Kansas, forme le 4 août 1862 à Fort Scott (Kansas) le 1st Regiment of Kansas Volunteer Infantry (Colored), et ce malgré l'opposition du Secretary of War Edwin M. Stanton. Le colonel James M. Williams est nommé à sa tête.
Le 1st Kansas Colored est le premier corps des troupes noires à combattre (un an avant le fameux 54e régiment d'infanterie du Massachusetts Noir), et est victorieux lors de l'escarmouche d'Island Mound. Le 29 octobre 1862, 250 fantassins noirs (encadrés par des officiers blancs) du 1er Kansas (Colored), transforment une ferme en fortin (ils l'ont baptisé Fort Africa), font une sortie, et tiennent tête à une charge de 350 guérilleros sudistes à cheval; l'ennemi se retire après avoir essuyé de lourdes pertes. Chez les Unionistes, 1 capitaine blanc, 6 soldats noirs et 1 Cherokee sont tués. La victoire des nordistes est due certes à leur courage, mais aussi aux bons mousquets autrichiens et prussiens dont Lane n'a pas hésité à les équiper. Le 1st Kansas (Colored) combattra encore lors de la bataille de Cabin Creek, de la bataille de Honey Springs, et aussi lors de l'expédition de Camden et de la bataille de Poison Spring. Le 1st Kansas Colored est le régiment issu du Kansas qui a perdu le plus d'hommes pendant la guerre : 344 (dont 178 tués - et 166 morts de maladie). En décembre 1864 le 1st Kansas Colored deviendra le "79° USCT Infantry".

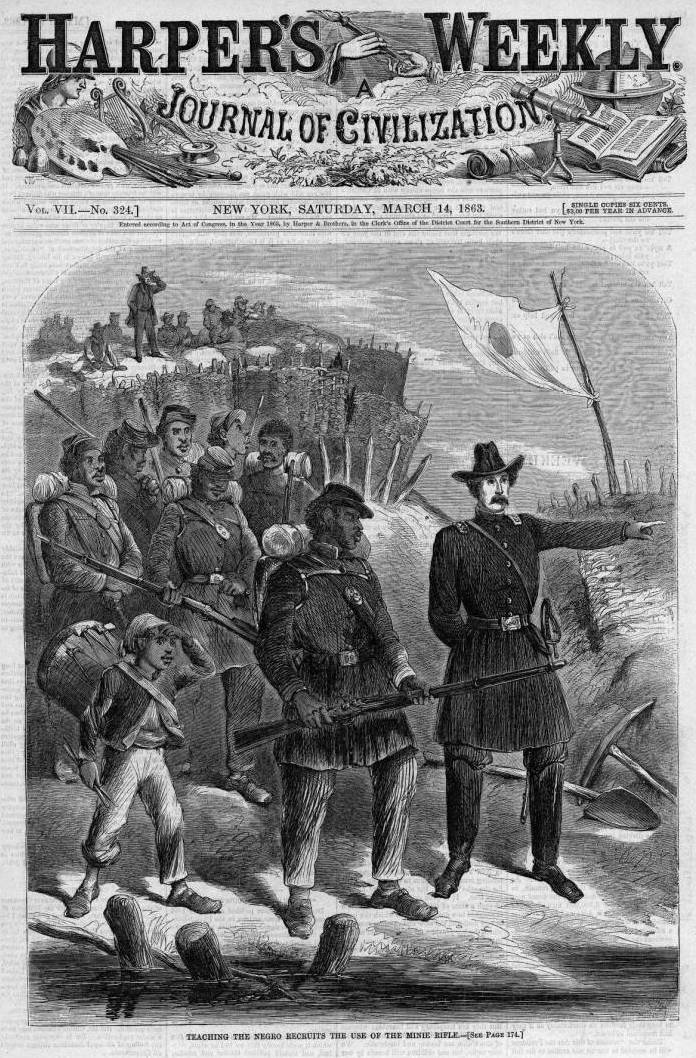
La 1re page du Harper's Weekly du 14 mars 1863 montre (selon la légende) des " Soldats noirs apprenant à utiliser le fusil Minié". La cible que le jeune tambour noir cherche à localiser a été manifestement placée au large d'une rive gabionnée, l'exercice est signalé par un drapeau, et les curieux, qui se sont rassemblés pour voir comment les Afro-Américains arrivent à manier l'arme moderne qui leur est confiée, restent à distance respectueuse sur la falaise.

Par ailleurs (sur la côte sud-est) le 13 mai 1862, Robert Smalls, un marin Afro-américain, réussit à dérober en baie de Charleston (Caroline du Sud) un vapeur armé de 45 m de long, le CSS Planter et à se rendre aux forces navales unionistes du blocus maritime (voir infra le chapitre "Dans l'US Navy"). Comme pour l'escarmouche d'Island Mound, son geste courageux fut largement rapporté dans la presse et renforça le mouvement en faveur de l'intégration des Noirs dans l'effort de guerre.

## En 1863

### Le malheureux«accident de Pascagoula»
jette une ombre sur les Colored Troops. Le 9 avril 1863, 180 soldats Noirs de la Louisiana Native Guard et leurs officiers débarquent près de Pascagoula (Mississippi) et affrontent les troupes Confédérées. Ils sont repoussés. Mais, alors qu'ils se replient, les soldats blancs qui se trouvent à bord de la canonnière unioniste USS Jackson ouvrent le feu sur eux (et non sur les Confédérés qui les poursuivent). Plusieurs Afro-Américains sont tués, d'autres blessés. Leur colonel écrira qu'il s'agit d'un « malheureux accident… Leurs noms seront inscrits sur la page de l'histoire ».

### Mais au début dusiège de Port Hudson
les Afro-Américains des régiments de Native Guards de Louisiane se signalent par leur bravoure. Ils sont lancés dans un assaut voué à l'échec contre des forts tenus par les Confédérés, dans des abattis et contre un terrible feu croisé de barrage. La mort héroïque de nombre d'entre eux et d'un de leurs capitaines, André Cailloux, un "créole" Noir libre (27 mai 1863), répandra dans la communauté afro-américaine la notion que les Noirs sont courageux, et peuvent et doivent se battre aux côtés des Unionistes. Le général Nathaniel Prentice Banks, qui était animé à l'encontre des Noirs d'un fort préjugé défavorable, changera d'avis à cette occasion (voir l'article Corps d'Afrique).

### Sur la côte sud-est, les raids unionistes de juin 1863
inaugurent une guerre non conventionnelle visant les biens privés sudistes : productions agricoles et esclaves.

#### Le raid sur Combahee Ferry
Le 1er juin 1863, 3 canonnières sortent de Beaufort (Caroline du Sud), avec à bord 300 hommes du 2e Regiment South Carolina Volunteer Infantry (African Descent), leur colonel James Montgomery (en) et Harriet Tubman, inspiratrice du raid. Elle connait bien les Gullahs et sera à la fois scout (guide, éclaireur) et infirmière. Leur objectif : piller et incendier les opulentes rizières et les riches propriétés des rives de la Combahee, et en libérer les esclaves. Une fois ramenés à Beaufort, ceux-ci fourniront des recrues aux U.S.C.T., et leurs familles seront accueillies, aidées et scolarisées au Camp Penn sur l'île Saint Helena.
Évitant les obstacles et les torpedoes (mines), les navires nordistes remontent le cours de la Combahee, et débarquent des unités de fourrageurs en face de chaque plantation. Les blancs sont rares en ce moment dans cette zone des Lowlands : c'est la saison insalubre, pendant laquelle les « fièvres » (paludisme et typhoïde) se répandent. Là où une résistance s'ébauche sous la direction des contremaîtres, elle est réduite par l'artillerie lourde des canonnières.
Pendant que les bâtiments flambent, on ramène à bord les stocks de riz des greniers, et un flot d'esclaves exultant et hilares, avec femmes, enfants, marmites de riz fumantes, poules et petits cochons s'échappe des champs et des compounds (communs) et monte à bord. Le raid est un succès complet, comme en témoignent les comptes rendus indignés de la presse locale.
Dans son rapport au U.S. Secretary of War (Ministre de la Guerre US) Edwin M. Stanton, le brig. gen. Rufus Saxton écrit : « Il s'agit donc du seul exemple dans l'histoire américaine d'une troupe menée par une femme (qu'elle soit blanche ou noire) lors d'une expédition qu'elle a du reste inspiré elle-même
. »

#### Le sac de Darien
Le 11 juin 1863, des troupes fédérales venues de leur base de l'île de Saint-Simon pillent et brûlent la petite ville de Darien (MacIntosh County, sud-est de la Géorgie).
Darien n'avait ni intérêt stratégique ni défenses, et sa destruction souleva l'indignation et la colère dans la Confédération, d'autant plus que le sac fut perpétré par des troupes afro-américaines. Il y avait là les anciens esclaves du 2e Regiment South Carolina Volunteer Infantry (African Descent) menés par leur colonel James Montgomery (ancien chef des jayhawkers, ses méthodes expéditives l'avaient rendu célèbre pendant les épisodes du Bleeding Kansas) - et aussi des hommes du 54e régiment d'infanterie du Massachusetts (des Noirs du Nord engagés volontaires) sous leur colonel Robert Gould Shaw.
Comme la population blanche avait fui, c'est la communauté Noire qui finalement souffrit le plus lors de la mise à sac de la ville : nombre de leurs maisons furent détruites par l'incendie, y compris la First African Baptist Church, la plus ancienne église pour Afro-américains du comté de MacIntosh. Mais, alors que Montgomery avait lâché ses hommes, Shaw avait freiné les siens, et ne les avait laissé prendre que ce qui pouvait être utile à une troupe en campagne.

### Labataille de Milliken's Bend(7 juin 1863)

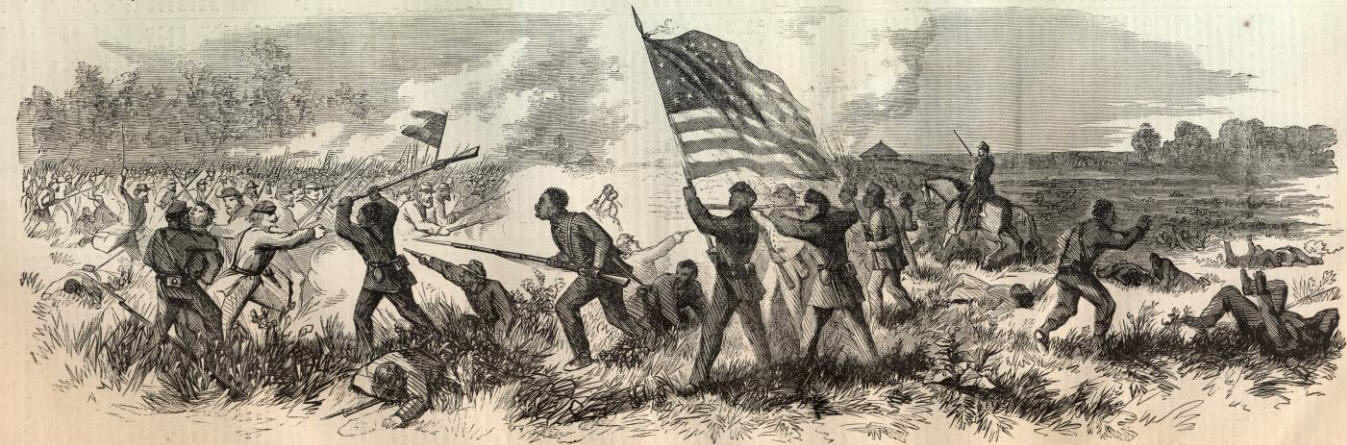
Ce dessin paru dans le Harper's Weekly du 4 juillet 1863 montre avec un grand réalisme l'acharnement du combat à Milliken's Bend : au 1er plan des soldats Noirs, autour du drapeau Stars & Stripes fièrement brandi par son servant, attaquent les Texans à la baïonnette, à coup de crosse, et au corps-à-corps. À droite des Noirs blessés se tordent de douleur.

Pendant la Campagne de Vicksburg les Confédérés envoient une colonne de Texans attaquer les lignes de communication des Unionistes qui entreprennent le siège de Vicksburg. Les Colored Troops, qui ne sont pourtant pas encore bien aguerries, les repoussent avec courage.
Le journaliste Charles A. Dana (qui était "les yeux et les oreilles" de Lincoln et du Secretary of War Edwin M. Stanton sur le front) visite le champ de bataille de Milliken's Bend immédiatement après l'affrontement et constate que près de la moitié des soldats Noirs sont morts ou blessés
, et qu'ils portent les traces d'un combat acharné. Dana fait alors savoir en haut lieu que les Afro-Américains sont certainement courageux et dignes de confiance, que l'État-Major doit réviser ses préjugés à leur encontre, et que le Nord trouvera en eux, s'ils sont bien encadrés, l'appoint de forces neuves qui lui permettra de vaincre.

### La bataille de Cabin Creek (1erjuillet 1863)
dans le Mayes Conty, Oklahoma (alors "Territoire Indien") : un parti de 1 600 Confédérés sous le colonel Stand Watie tend une embuscade à un train de provisions destiné à Fort Gibson.
Bien que les renforts qu'il attendait aient été empêchés d'arriver par une crue de la Grand River, le col. Williams et son 1st Kansas Colored Infantry (aidé il est vrai d'un détachement de cavalerie et d'artillerie) repoussent les Confédérés bien supérieurs en nombre.

### La bataille de Honey Springs (17 juillet 1863)
marque une étape décisive dans la lutte entre le Nord et le Sud pour le contrôle du Territoire indien. C'est un affrontement confus et multi-ethnique sous la pluie, qui oppose du côté unioniste 3 000 hommes : Amérindiens, Afro-Américains (le 1er Arkansas Colored sous son colonel James H. Williams, qui sera blessé lors de l'affrontement), et blancs - à 3 000 Amérindiens et blancs (mal équipés, dotés en particulier de poudre mouillée) du côté confédéré.
Au prix de 80 morts chez les Unionistes contre environ 180 du côté confédéré (le général unioniste James Gillpatrick Blunt a probablement exagéré en avançant le chiffre de 687 morts sudistes), l'Union détruit le dépôt de matériel de Honey Springs, assure sa domination sur le Territoire indien et réduit l'action confédérée à une guérilla menée par Stand Watie.
Un soldat Afro-américain, le jeune caporal Andrew Jackson Smith, mérita par sa bravoure une Medal of Honor lors de la bataille de Honey Hill, mais elle ne fut décernée (à ses descendants) qu'en 2001 (voir infra le chapitre "Medal of Honor").

### Labataille de Fort Wagner(18 juillet 1863)

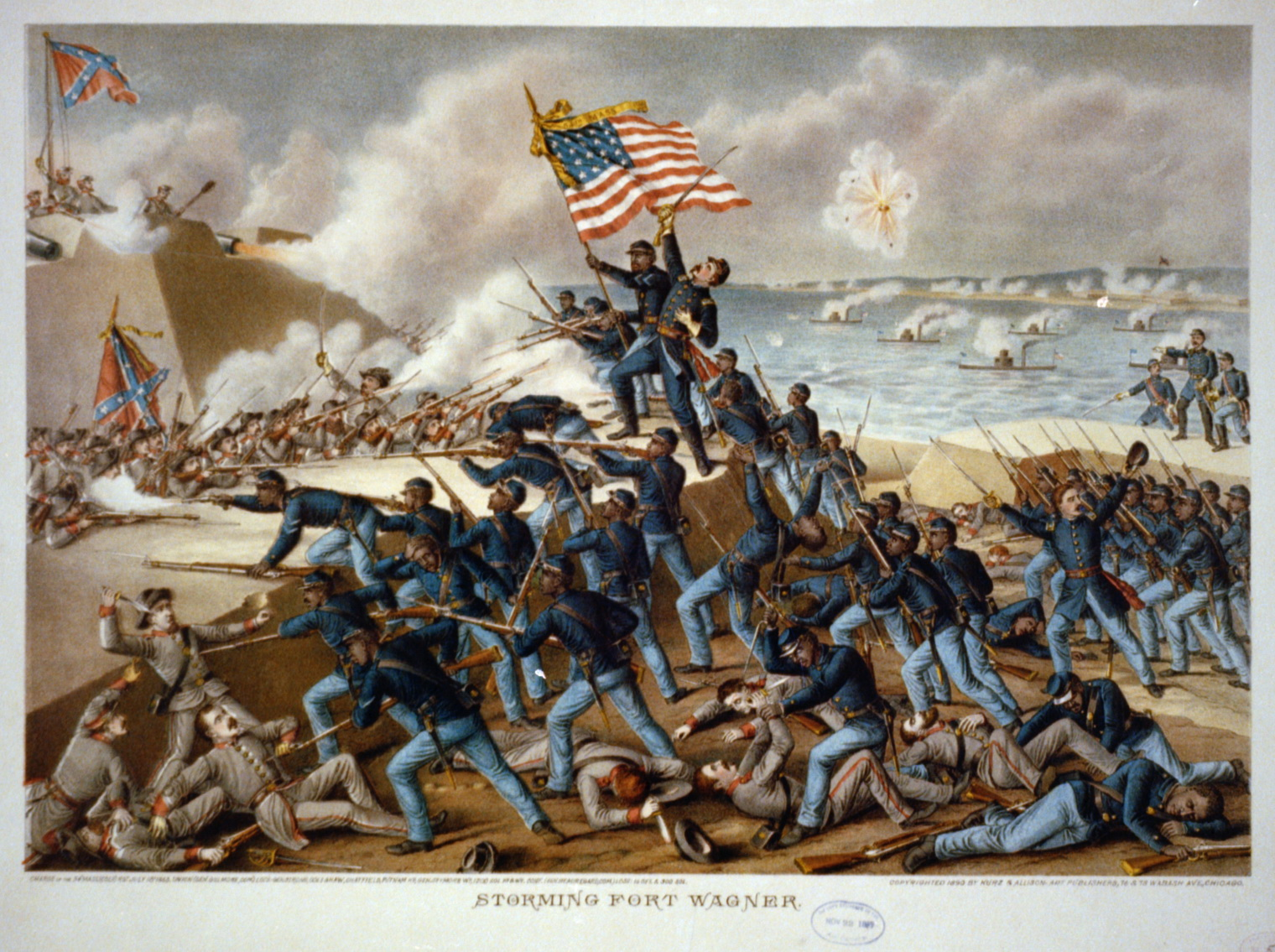
Quelques officiers blancs mènent les soldats noirs du d'infanterie du Massachusetts à l'assaut de Fort Wagner, et (scène nouvelle et dramatique) les hommes de l'USCT achèvent à la baïonnette des Confédérés livides au pied de leurs propres murs.

Sur Morris Island, en baie de Charleston, Caroline du Sud), le colonel Robert Gould Shaw, las de voir son 54e régiment d'infanterie du Massachusetts (composé de soldats noirs encadrés par des officiers blancs) confiné aux corvées de terrassement et de fossoyage, se porte volontaire pour être en tête de l'assaut contre Fort Wagner, une position fortement tenue par les Confédérés et la principale batterie de Morris Island. Un premier assaut infructueux des Unionistes contre Fort Wagner avait eu lieu une semaine auparavant, le 11 juillet 1863.
Le 18 juillet 1863, au crépuscule, la vague de soldats noirs s'élance à l'assaut sous le feu de l'artillerie confédérée. Ils courent le long de la plage, piétinent au point rétréci entre la mer et le marécage, attaquent de biais les fortifications, franchissent le premier fossé (il était garni de chausse-trapes), atteignent le parapet, cherchent à l'escalader sous le feu à bout portant des défenseurs, luttent au corps à corps avec les Confédérés, et finalement, après un combat acharné, reviennent dans leurs lignes avec des pertes énormes (272 sur 600 hommes pour le 54e, 1 600 fédéraux en tout lors de l'opération contre Fort Wagner).
Mais sur l'île Morris les troupes blanches du corps expéditionnaire, qui suivaient le régiment de Noirs et ont échoué elles aussi contre le parapet de Fort Wagner, reçoivent les rescapés de l'assaut sous les hourras. Et les journaux du Nord exaltent le courage des volontaires Noirs : le New York Tribune assure que " Fort Wagner est aux noirs ce que la Bunker Hill est depuis 90 ans aux yankees blancs" - et, en termes plus pompeux l'Atlantic Monthly écrit : "À travers la fumée des canons, en cette obscurité nocturne, le courage de la race noire resplendit devant tous les yeux qui ne voulaient pas voir."
Malgré l'échec de l'assaut sur Fort Wagner, la réputation des U.S.C.T. grandit, et le nombre de noirs demandant à s'enrôler augmente au Nord : ils seront plus de 180 000 enrôlés à la fin de la guerre.
Du reste, dès le 26 août 1863 (après les Draft Riots qui ont secoué New York du 13 au 16 juillet 1863 et la chasse aux noirs menée par de prétendus démocrates réfractaires à la conscription), le président Abraham Lincoln, qui a bien saisi l'importance stratégique des U.S.C.T. écrit dans une lettre ouverte au Parti démocrate (États-Unis) (il est l'élu du parti républicain):
"Certains de ceux qui commandent nos armées sur le terrain (et nous leur devons nos succès les plus importants) sont persuadés que la politique d’émancipation et l’utilisation des USCT sont un des coups les plus durs que nous ayons jusqu’à présent porté à la rébellion".
On propose même de décerner la Medal of Honor, légalisée et officialisée depuis décembre 1862, à des soldats Noirs. Le sergent afro-américain William H. Carney recevra la Medal of Honor pour son courage à Fort Wagner : sous le feu confédéré, et blessé 3 fois, il a ramené le drapeau unioniste lors de la retraite, en disant : "Je n'ai fait que mon devoir les gars, le bon vieux drapeau n'a pas touché terre".

## En 1864
En 1864 (comme d'ailleurs en 1865) les U.S.C.T. ont pris part à toutes les campagnes, sauf à la campagne d'Atlanta de William T. Sherman en Géorgie (été 1864).

### Lors de labataille d'Olustee(20 février 1864)
(au nord-est de la Floride), c'est pourtant grâce au courage et à la discipline du 54e régiment d'infanterie du Massachusetts (aidé du 35th Regiment U.S.C.T., il a couvert la retraite des fédéraux) que la défaite unioniste ne s'est pas transformée en déroute.
Le lieutenant-colonel William N. Reed, seul officier supérieur de sang noir de l'Union Army, est mortellement blessé à Olustee.
Olustee, qui fut la plus importante bataille livrée en Floride pendant la guerre de Sécession, est aussi (toutes proportions gardées) la 3e plus sanglante bataille de la guerre. Et après avoir couvert la retraite à l'arrière-garde, les soldats Noirs ont même traîné sur 5 miles de distance des wagons de chemin de fer pleins de blessés unionistes.

### L'expédition de Camden (23 mars - 2 mai 1864)

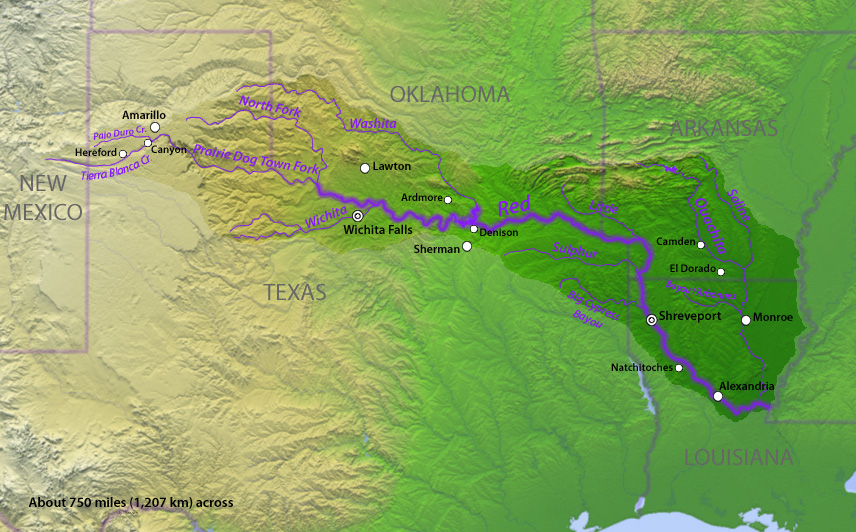
Lors de la campagne de la Red River (10 mars -22 mai 1864) les forces de Frederick Steele, venues du Kansas devaient faire leur jonction avec les autres forces unionistes venues de Vicksburg et de New Orleans, puis éradiquer les Confédérés du Texas. La campagne fut un échec total pour les Nordistes.

Dans le cadre de la campagne de la Red River, le maj. gen. unioniste Frederick Steele part de Little Rock Arsenal (Arkansas) et emmène 8 500 hommes (dont 2 régiments d'U.S.C.T : le 1° et le 2e Kansas Volunteers (Colored)) vers le sud, direction de Shreveport (Louisiane). Il doit rencontrer là les forces amphibies du maj. gen. Nathaniel P. Banks et de l'amiral David D. Porter qui devaient arriver du sud en remontant le long de la Rouge du Sud (rivière). Mais Steele, freiné par l'environnement hostile où il doit progresser, ne peut dépasser Camden (au sud de l'Arkansas), et, battu à la bataille de Poison Spring, il revient à Little Rock après avoir eu d'énormes pertes humaines (2 500 hommes) et matérielles.

#### Labataille de Poison Spring(18 avril 1864)
Comme les Unionistes arrivés à Camden sont à court de provisions, Steele envoie une colonne d'un millier d'hommes environ s'emparer d'un dépôt de maïs (corn) établi par les Confédérés à 20 miles de là, dans le Ouachita County. La colonne est composée de 438 Afro-Américains du 1er Kansas Colored Volunteers, de 200 cavaliers blancs du Kansas, de 380 fantassins blancs du 18e Iowa Volunteers et de 4 canons légers avec leurs servants.
Alors que les Unionistes reviennent à Camden avec près de 200 chariots lourdement chargés de maïs, ils tombent dans une embuscade tendue par les Confédérés : en face d'eux (et sur leurs flancs, bien dissimulés) se trouve la brigade de cavalerie de William Lewis Cabell, plus 600 Amérindiens de la Choctaw Brigade (sous Samuel B. Maxey) et des régiments du Missouri (sous John S. Marmaduke), soit 3 300 hommes environ, avec 12 canons.
Le 1st Kansas Colored, qui est à l'avant-garde, résiste vaillamment bien qu'il soit soumis à une terrible canonnade, mais il plie et se débande lorsque les sudistes lancent leurs attaques de flanc. Les confédérés écrasent aussi les hommes de l'Iowa, et obligent les nordistes à se disperser, à abandonner les chariots et à s'enfuir dans les marais pour échapper à la cavalerie. Trois cents Nordistes (et près de la moitié des Afro-Américains) ne rejoindront pas Camden (voir infra le chapitre sur les crimes de guerre dont ont été victimes les U.S.C.T.).

### Labataille du Cratère(30 juillet 1864)

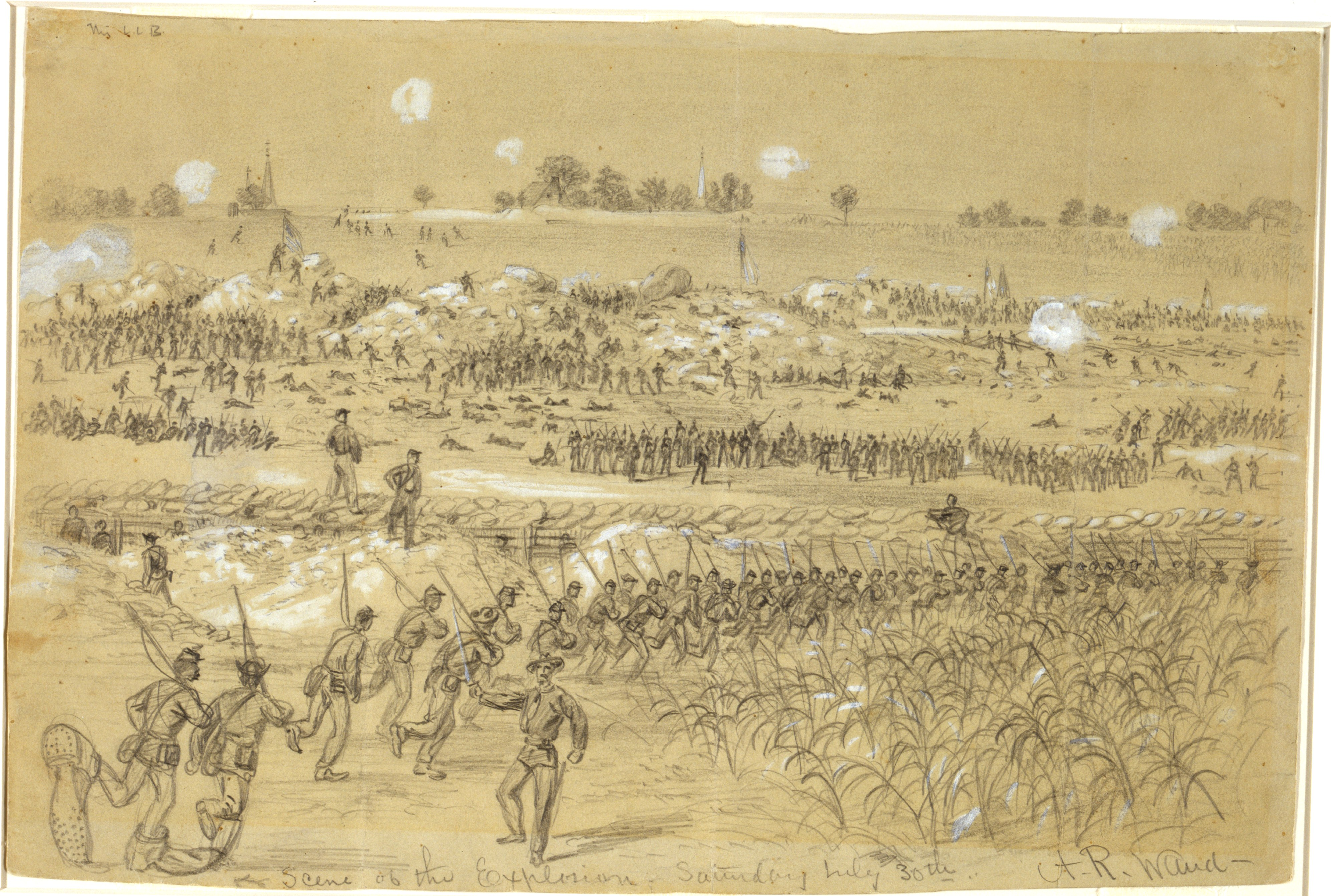
Ce dessin de Alfred Waud (daté du 30 juillet 1864, 8 H. du matin) montre les suites de l'explosion de la mine d'Ambrose Burnside sous les lignes confédérées.

Le plan de Ambrose Burnside consistait à faire sauter une énorme mine au fond d'une sape creusée sous la ligne de fortifications défendant Petersburg (le verrou de Richmond), puis à lancer à l'assaut la division d'U.S.C.T. du brig. gen. Edward Ferrero, immédiatement après l'explosion qui aurait pulvérisé le fortin Elliott's Salient et sidéré les Confédérés.
À partir du moment où la division d'U.S.C.T. de Ferrero (qui avait été spécialement entraînée à l'arrière pour monter à l'assaut après l'explosion de la mine) rejoint le IXe Corps, les Confédérés, apparemment avertis de son arrivée et de sa mission, maintiennent son cantonnement (qui est très proche du front) sous une pression constante : tirs de mortiers et harcèlement par snipers causent de nombreuses pertes, et de plus fatiguent et stressent les hommes avant l'assaut.
Par ailleurs, à la dernière minute George Meade fait part de ses préoccupations au général en chef Ulysses S. Grant : il pense que les pertes des U.S.C.T. seront énormes, et que cela aura des conséquences politiques : la presse et le public (aussi bien au Nord qu'au Sud) en déduiront que "une fois de plus l'état-major unioniste a envoyé les Afro-Américains à l'abattoir".
Grant accepte alors de modifier le plan d'attaque : la vague d'assaut sera composée de troupes blanches, et les troupes noires de Ferrero, en 2e vague, devront ensuite assurer l'appui. Mais parmi les chefs des divisions blanches aucun volontaire ne se présente pour former la vague d'assaut. Burnside procède alors à un tirage au sort, et c'est la division du brig. gen. James H. Ledlie qui est désignée. Ledlie, au lieu de réunir ses officiers et de leur expliquer les objectifs de l'attaque, se retire alors dans un bomb-proof (abri à l'épreuve des plus gros obus) et se met à boire en compagnie d'Edward Ferrero.
À l'aube du 30 juillet 1864 la mine pulvérise les retranchements sudistes sur une cinquantaine de mètres, et les soldats nordistes sont lancés à l'assaut. Ils doivent en principe envahir les tranchées sudistes et se rendre maîtres de la Jerusalem Plank Road, puis envahir les faubourgs de Petersburg, mais leurs colonnes courent se jeter aveuglément droit dans l'immense cratère créé par l'explosion, et ne peuvent en sortir car sa profondeur est de 9 m.
Après une quinzaine de minutes de sidération, les confédérés dirigés par le brig. gen. confédéré William Mahone reconstituent leur front, contre-attaquent vigoureusement et massacrent les soldats bleus amassés en contrebas de leur ligne de défense. Burnside, au lieu d'arrêter l'offensive, lance alors les U.S.C.T.. Les Afro-Américains devaient en principe contourner le cratère, mais le feu latéral intense des Confédérés les pousse à se jeter eux aussi dans l'entonnoir.
Pendant plus d'une heure, avant que d'autres troupes unionistes (essentiellement des U.S.C.T.) puissent accourir en faisant le tour du cratère, et attaquer la ligne confédérées pour faire diversion (voir le dessin de Alfred Waud ci-contre), les Confédérés écrasent sous leur feu les fédéraux pris au piège.
Decatur Dorsey, porte-drapeau du 39e U.S.C.T., court en avant de ses compagnons, plante le Stars 'n Stripes sur le parapet des retranchements confédérés, rallie les attaquants unionistes autour de lui, et les relance à l'attaque quand ils sont repoussés. Il recevra la Medal of Honor pour son courage lors de la bataille du Cratère.
Il y eut beaucoup d'Afro-Américains parmi les 3 800 (environ) pertes unionistes (500 tués, 1 800 blessés, et surtout environ 1 400 "manquants ou prisonniers").

### Lors de labataille de Chaffin's Farm(29 septembre 1864)

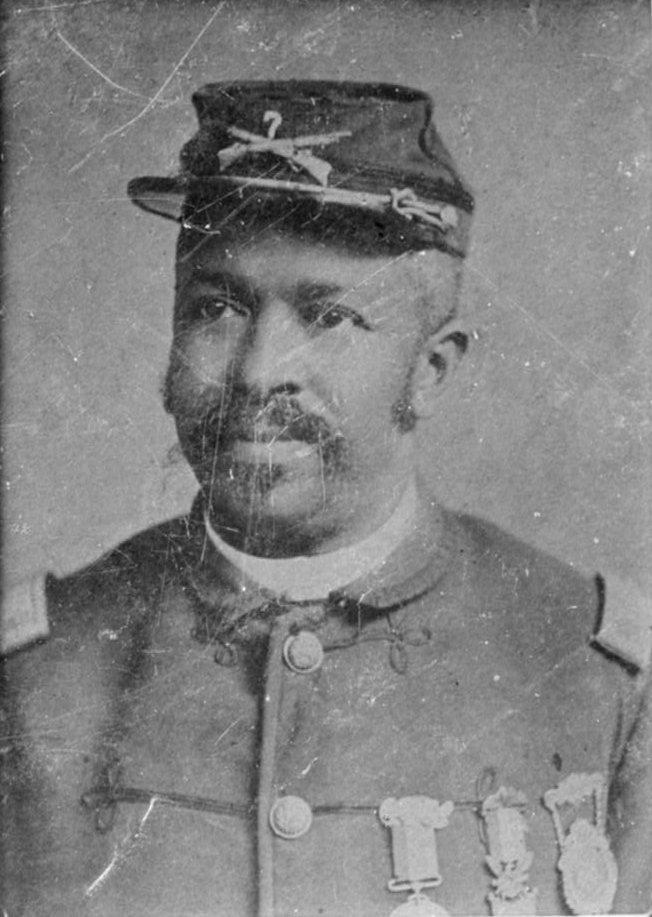
Christian Fleetwood, avec sa Medal of Honor.

les U.S.C.T. s'illustrèrent particulièrement, alors que, pour la Campagne de Richmond-Petersburg était réunie dans l'Army of the James de Benjamin Franklin Butler (armée qui devait attaquer les positions confédérées défendant Richmond) la plus importante concentration d'U.S.C.T. de la guerre.
Ainsi, à Chaffin's Farm, le Xe Corps du major-general David B. Birney comprenait les 7e, 8e, 9e, 45e régiments USCT regroupés dans la 1re brigade sous le brig. gen. William Birney, frère du maj.gen. - et dans le XVIIIe Corps, 3 brigades comprenant respectivement les 1er, 22e, 37e- les 5e, 36e, 89e - et les 4e et 6e régiments USCT formaient la 3e Division du brig. gen Charles J. Paine.
Dans le cadre de la 5e poussée de Ulysses S. Grant vers Richmond (il voulait attirer loin de Petersburg le maximum de troupes confédérées), les U.S.C.T. sont lancées par B.F. Butler contre les hauteurs de New Market Heights, hauteurs couronnées de forts défendant le sud-ouest de Richmond depuis le début de la guerre.
La Division Noire du 18e Corps, après avoir subi pendant une demi-heure le feu de l’artillerie des fortins confédérés qui la dominent, se lève et charge les casemates de New Market Heights.
Repoussés, les régiments d'Afro-Américains repartent à l'assaut et sont repoussés à nouveau avec des pertes énormes.
Cette diversion, qui « a coûté près de 5 000 pertes à la nation », permet cependant aux Unionistes d'être victorieux le lendemain au sud de Petersburg (bataille de Peebles' Farm) - et par ailleurs Grant profitera de ce semi-échec pour remplacer le political-general Butler par son second Edward Ord.
Sur les 25 Medal of Honor décernées à des Afro-Américains pendant la guerre de Sécession, 14 le furent pour leur bravoure lors de la bataille de Chaffin's Farm (voir infra le chapitre « Medal of Honor »).

### Lors de lapremière bataille de Saltville(Virginie) (2 octobre 1864)
.

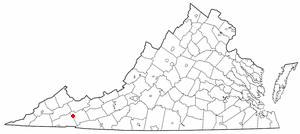
La colonne du gouverneur militaire du Kentucky Stephen Gano Burbridge, incluant le nouveau 5e United States Colored Cavalry à peine constitué, part du Kentucky pour aller à l'extrême sud-ouest de la Virginie détruire les salines de Saltville, qui fournissent les 2/3 du sel (ressource stratégique essentielle) consommé par la Confédération

Ce sont les cavaliers afro-américains d'un corps tout nouvellement formé, le 5e United States Colored Cavalry, qui font preuve d'une grande bravoure en chargeant (à pied) les Confédérés retranchés au sommet d'une crête, et munis d'artillerie.
Repoussés (et ayant perdu une centaine de frères d'armes victimes de crimes de guerre), les cavaliers Afro-américains reviendront au sud-ouest de la Virginie avec George Stoneman fin décembre 1864; ils montreront encore leur courage (et seront vainqueurs) lors de la seconde bataille de Saltville, ainsi que lors de la bataille de Marion.

### Lors du début de labataille de Nashville(15 décembre 1864)
le maj.gen. James B. Steedman a dans sa division 2 brigades d'U.S.C.T. qu'il a amenées à la hâte par train. Il s'agit des 1re et 2e Colored Brigades formées des 12e, 13e, 14e, 16e, 17e, 18e, 44e, et 100e régiments U.S.C.T.
Ces troupes U.S.C.T., placées à l'extrème gauche de l'armée unioniste, vont dès le lever du jour ouvrir le combat en attaquant l'aile droite confédérée. Bien qu'inexpérimentées (elles étaient auparavant affectées à la garde de voies ferrées), ces U.S.C.T. vont immobiliser l'aile droite sudiste pour la journée, contribuant ainsi efficacement à l'une des plus décisives victoires unionistes de la guerre.

### Création du25eCorps d'Armée U.S.C.T.
Début décembre 1864, après la bataille du Cratère (et sa conséquence, le départ de Burnside deux semaines après le désastre) et après la bataille de Chaffin's Farm, l'Army of the James est réorganisée, et ses unités d'U.S.C.T. sont versées dans le XXVe Corps.
Ce 25e Corps de l'Union Army est unique car il est constitué presque entièrement d'unités U.S.C.T., qui proviennent des IXe, Xe, et XVIIIe Corps. Son chef est le maj. gen. Godfrey Weitzel, un ingénieur militaire (né en Allemagne et immigré aux États-Unis dans son enfance) qui a acquis une réputation d'organisateur rigoureux digne de confiance.
Fin décembre 1864, Weitzel accepte de faire participer une division du 25e Corps (la 3e) à la tentative de débarquement montée par Benjamin Franklin Butler contre le Fort Fisher, la principale défense du port confédéré de Wilmington (Caroline du Nord).
Mais la 1re bataille de Fort Fisher est un échec, principalement à cause des tempêtes qui se déchainent alors sur la côte est, et les Fédéraux doivent rembarquer leurs troupes.
Le 25e Corps U.S.C.T. a ensuite une histoire assez calme : il est désigné pour occuper la Virginie, et aussi Richmond après sa chute. Les USCT du 25e Corps sont les premières troupes fédérales à entrer à Richmond le 3 avril 1865. Weitzel prend ses quartiers dans la résidence de Jefferson Davis, et son aide de camp, le lieutenant Johnston de Peyster déploie le 1re étendard Stars & Stripes sur Richmond.
Après la signature de l'armistice, le 25e Corps est envoyé au Texas en tant qu'« armée d'occupation », ceci, dans le cadre de la nouvelle politique étrangère impulsée par le président Andrew Johnson (le successeur de Lincoln), surtout pour faire pièce à l'intervention française au Mexique.
Le 25e Corps sera dissous en janvier 1866, et nombreux seront les soldats Afro-Américains qui s'engageront ensuite dans l'US Army ; ils combattront bravement lors des guerres indiennes et seront appelés Buffalo Soldiers.

## En 1865

### La seconde bataille deFort Fisher(15 janvier 1865)

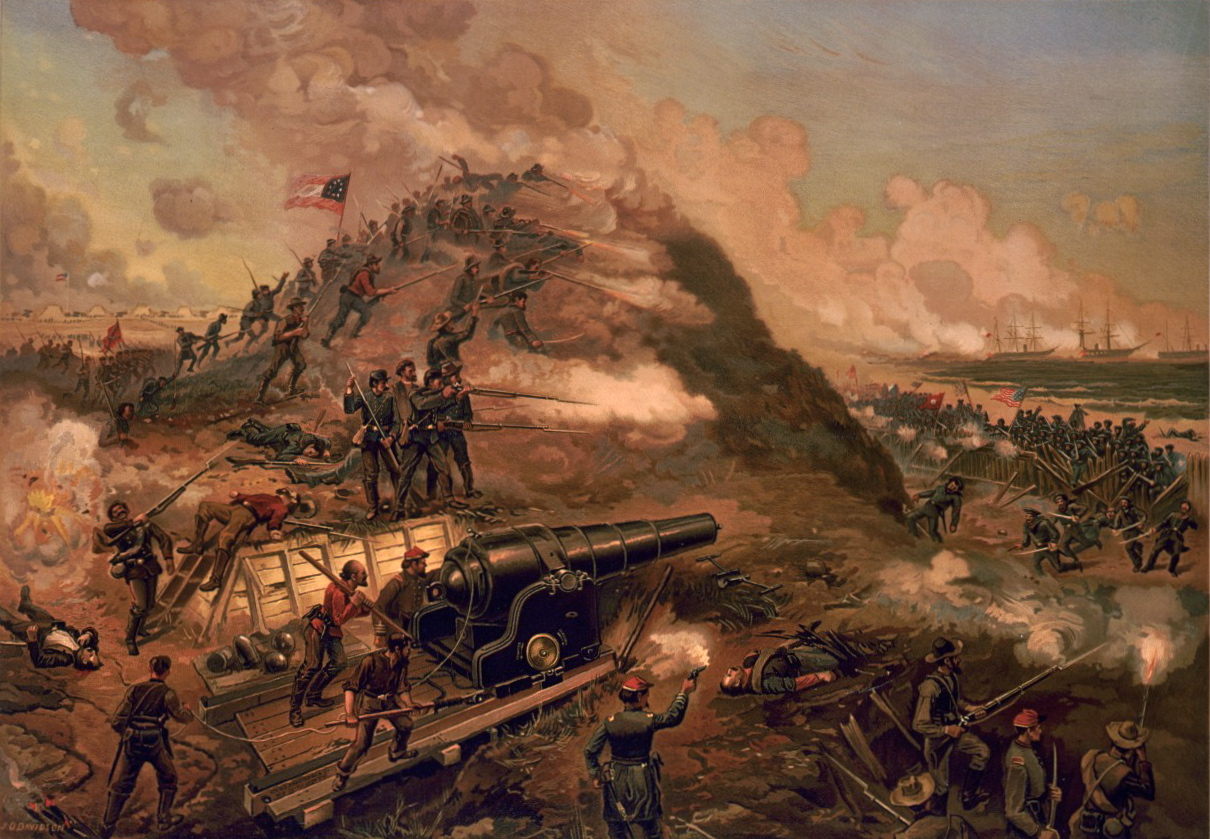
Seconde bataille de Fort Fisher. Toile de J.O. Davidson montrant les combats terribles précédant la prise de Mound Battery.

visait à arracher aux Sudistes l'unique port sur l'Atlantique qu'il leur restait après la chute de Norfolk.
Les forces unionistes, dirigées par le political general Alfred Terry comprenaient la 3e Division U.S.C.T. du (XXVe Corps), commandée par le brig. gen. Charles J. Paine, et divisée en : 2cde Brigade (sous le col. John W. Ames), et 3e Brigade (sous le col. Elias Wright).
Le 15 janvier 1865, Bruce Anderson, private Afro-américain du 142e New York Infantry se porte volontaire avec 12 autres soldats pour aller, sous le feu des Confédérés, abattre la palissade qui défend le Fort Fisher. Après la victoire unioniste, le général Adelbert Ames recommande tous ces hommes pour la Medal of Honor, mais sa lettre se perd. Ce n'est qu'en 1914 (39 ans plus tard) que le document sera retrouvé, et Anderson sera alors décoré avec 3 autres survivants du groupe de volontaires.

### Lors de lacampagne de Mobile
La victoire nordiste lors de la bataille de la baie de Mobile et la prise par les Unionistes de Spanish Fort (Alabama) ne suffisent pas à faire tomber la dernière place forte sudiste.
Lors de la bataille de Fort Blakely (8 avril 1865), 45 000 Unionistes de l'Army of West Mississippi, où les U.S.C.T. sont nombreuses, s'élancent contre le fort défendu par 4 000 Confédérés. Une des dernières charges de la guerre submerge les Sudistes qui perdent 2 900 hommes (sur 4 000), contre 629 aux Nordistes (sur 45 000 hommes).

## Les Afro-Américains comme agents de renseignements
Les Noirs (esclaves aussi bien qu’hommes libres) contribuaient activement à informer les troupes unionistes, tant sur le terrain que par leurs rapports écrits (appelés Black Dispatches par le bureau de renseignement nordiste).
Trois espionnes noires sont restées célèbres : Mary Bowser, Harriet Tubman et Carrie Lawton.
Chez les hommes : John Scobell (qui était un agent d'Allan Pinkerton) - George Scott - Robert Small (voir le chapitre "Dans l'US Navy) - Charles Wright.
Que ce soit au Nord ou au Sud, la presque totalité des documents traitant des activités de renseignement des Noirs a disparu.

## LesAfro-Américainsdans les hôpitaux
Selon Jane E. Schultz, "environ 10 % des femmes "relief workers" étaient de sang Noir, qu'elles soient des femmes libres ou des esclaves en fuite qui s'étaient réfugiées dans les camps ou les hôpitaux militaires - et qu'elle y travaillent contre un salaire ou bénévolement pour la cause de la Liberté". Et Jane E. Schultz a intitulé son livre : "Rarement remerciées, jamais félicitées, et à peine reconnues : la discrimination (des travailleuses) par le sexe et la race dans les hôpitaux pendant la guerre de Sécession".

## Discrimination
"l'histoire militaire des Afro-américains est l'histoire d'une discrimination".
Diverses discriminations continuaient à s’exercer contre les soldats des U.S.C.T. alors même qu’ils pensaient avoir largement fait la preuve de leur dévouement à la cause nordiste.

### L'avancement
(voir les articles Corps d'Afrique et United States Colored Troops, et le chapitre infra "State Rights contre Civil Rights")
Les Noirs de la Union Army et de la US Navy se heurtent à un plafond de verre. Seul un nombre infime d'entre eux parviendra à des grades supérieurs : William N. Reed, James Monroe Trotter, Martin Delany (dans l'Armée de terre) - et Robert Smalls (dans la marine).

### La solde

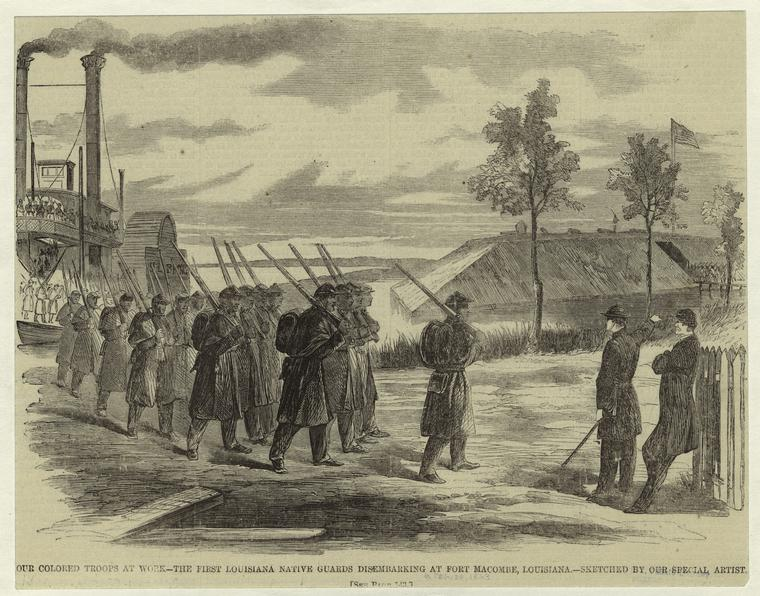

Selon les dispositions du Militia Act of 1862, les soldats d’ascendance africaine recevaient une solde de US $10,00 par mois, avec une déduction optionnelle de US $ 3 pour l’habillement, alors que les soldats blancs recevaient, eux, $ 16 par mois, avec en sus une allocation vestimentaire mensuelle de US $ 3,5.
De nombreux régiments, souvent soutenus par leurs officiers, luttèrent pour obtenir une solde équitable. Ainsi, après la mort de leur colonel Robert Gould Shaw lors de la seconde bataille de Fort Wagner, Morris Island, les hommes du 54e régiment d'infanterie du Massachusetts
, qui refusaient depuis plusieurs mois de percevoir leur solde (se retrouvant ainsi que leurs familles dans le plus grand dénuement) furent soutenus par le colonel Edward N. Hallowell, le remplaçant de Shaw, qui alla plaider leur cause à Washington D.C..
Après la bataille d'Olustee (20 février 1864), un des soldats Afro-américains engagé volontaire dans le régiment d'élite qu'était le 54e Massachusetts USCT a écrit à un journal : "La question est la suivante : pourquoi le Congrès ne veut-il pas donner aux bons et braves garçons volontaires des 54e et 55e Massachusetts leurs 13 dollars par mois ? Il ne peut pas dire qu'on ne combat pas bien sur les champs de bataille. Je pense que le problème est notre couleur, notre qualité et notre citoyenneté des États-Unis, c'est ça la raison pour laquelle ils veulent nous faire accepter 10 dollars par mois, avec 3 dollars déduits pour les vêtements. Non, ça jamais je ne l'accepterai. Il faudra d'abord me couper la tête. Donnez-nous nos droits, et on mourra sous le drapeau de notre brave glorieuse Union. "Vive l'Union ! Hourrah, les gars, hourrah !" "
Ce n’est que le 15 juin 1864 que le Congrès accorda aux soldats Afro-Américains une solde égale à celle des soldats blancs, et c'est seulement fin septembre 1864 qu'ils furent payés.

### Les corvées
Outre les multiples corvées quotidiennes (manutentions, sépultures, latrines, etc.), c’est le plus souvent sur les Colored Troops que retombaient les corvées de terrassement. Les U.S.C.T. étaient souvent désignées pour creuser les tranchées et construire les fortifications : elles avaient acquis la réputation de pouvoir travailler calmement et efficacement sous le feu de l’ennemi.
Le général Daniel Ullman, commandant des Corps d'Afrique, remarquait d’ailleurs : "J’ai bien l’impression que, pour nombre d'officiers supérieurs hors de Washington, ces hommes ne sont que des terrassiers et des manants".
Pourtant, les soldats des U.S.C.T., s'ils étaient de bons terrassiers, prouvaient souvent qu'ils étaient aussi de bons guerriers : ainsi le 5° United States Colored Infantry, après avoir participé à la prise de City Point (Virginie) le 4 mai 1864 est utilisé sur place en fatigue duty (corvée de terrassement) et construit le Fort Converse sur la rivière Appomattox. Le 20 mai, le 5e USCI est amené à défendre ce fort contre une attaque confédérée. Il est ensuite requis par le général Benjamin Franklin Butler (homme politique) pour faire partie de son Army of the James, et attaquer Richmond et Petersburg.
Après avoir participé à la bataille de Bailor's Farm (15 juin 1864), le 5e USCI est envoyé au front pendant la bataille du Cratère (30 juillet). Lors de la bataille de Chaffin's Farm, 5 soldats du 5e USCI méritent la Medal of Honor : Powhatan Beaty, James H. Bronson, Milton M. Holland, et Robert Pinn.
Le 5e USCI participera aussi ensuite à la bataille de Fort Harrison, et à la bataille de Fair Oaks. Puis, versé dans le nouveau 25e Corps, il participera aux 2 attaques sur Fort Fisher. Mais le 5e USCI ne suivra pas ensuite la carrière relativement calme du 25e Corps, et sera encore détaché sur de nombreux champs de bataille. Il sera cependant à l'honneur à la fin de la guerre : le 5e USCI assistera à Bennett Place (Caroline du Nord) à la reddition des derniers Confédérés avec leur chef Joseph E. Johnston.

## Les soldats des United States Colored Troops ont été plusieurs fois victimes decrimes de guerre

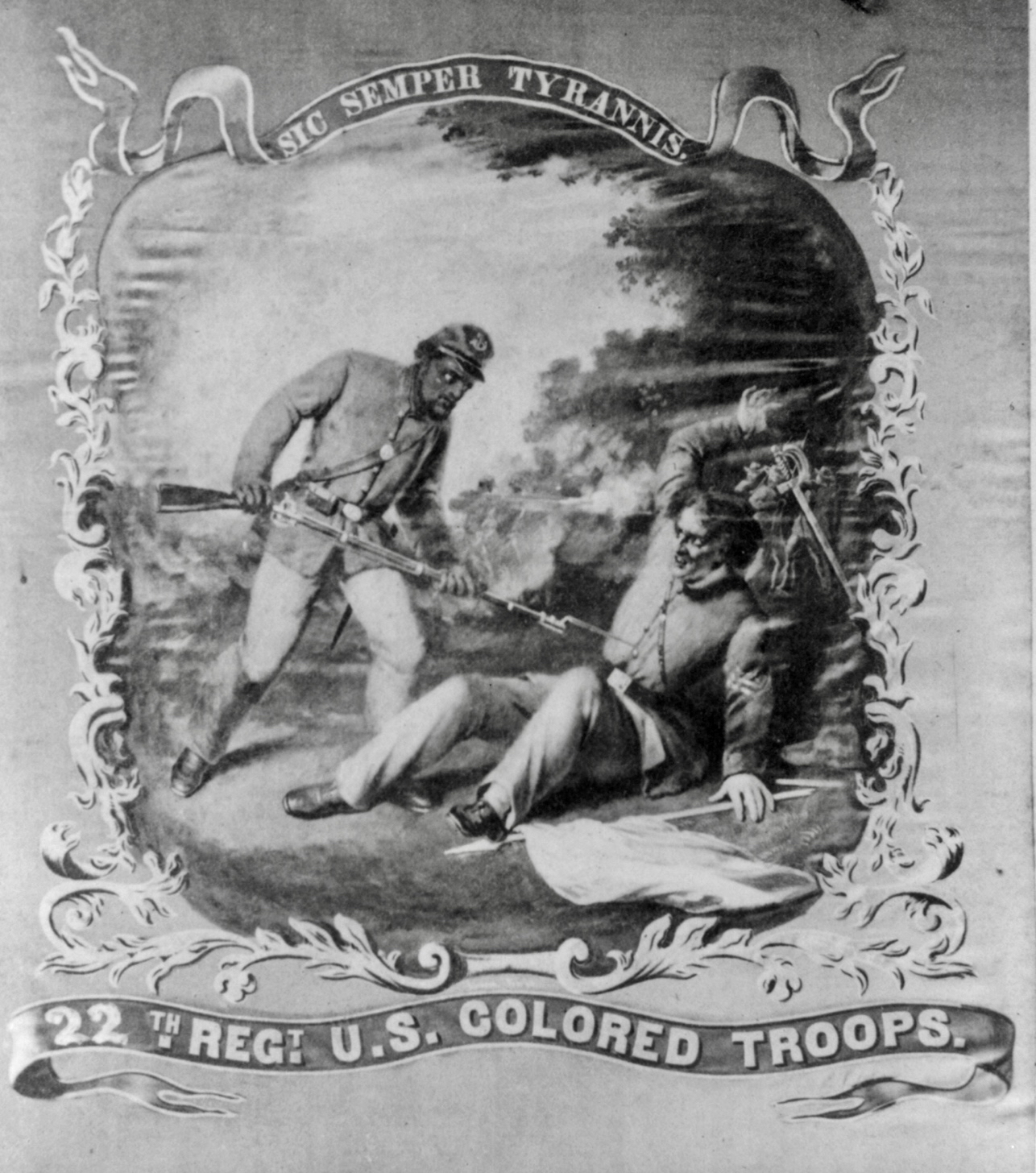
La bannière du 22e U.S.C.T., création de David B. Bowser, peintre afro-américain et actif partisan de l'abolitionnisme. La devise "Sic semper tyrannis" ("Qu'il en soit toujours ainsi des tyrans") se trouve être aussi celle de la Virginie, et a été utilisée par les 2 camps (en particulier par John Wilkes Booth, qui l'a criée le 14 avril 1865 sur la scène du théâtre Ford de Washington D.C. alors qu'il venait de tirer sur Abraham Lincoln)

### Causes
Divers facteurs poussaient les soldats confédérés à la haine et aux crimes de guerre.
Pour les Confédérés, La Nouvelle-Orléans, facilement et précocement tombée aux mains des Nordistes dès avril 1862, avait acquis le statut de ville martyre. Les nouvelles qui en arrivaient étaient montées en épingle par la presse, qui excitait les rancœurs en répandant la notion que la plus grande ville du Sud gémissait sous la botte du gouverneur militaire nordiste Benjamin Franklin Butler (il avait même été affublé d’un surnom d’inspiration apocalyptique : "The Beast", "la Bête".).
La presse sudiste et la rumeur passaient sous silence les mesures sociales du nouveau maître de La Nouvelle-Orléans, (distribution de vivres aux plus pauvres) et ses travaux sanitaires (drainage et réparation des égouts, sans lesquels les épidémies estivales auraient tué des milliers d'habitants) pour exagérer ses mesures vexatoires : Butler “faisait peser sa loi martiale sur La Nouvelle-Orléans et la pillait impunément, il avait fait exécuter un patriote qui avait déchiré le drapeau nordiste,
il avait saisi 800 000 $ déposés dans le coffre de l'ambassade hollandaise, il avait emprisonné le fabricant de champagne français Charles Heidsieck sous prétexte qu'il était un espion… Et surtout il osait s’attaquer à la dignité des femmes blanches en les ravalant par décret officiel au rang de prostituées exerçant leur activité".
L'opinion publique de la Confédération est de plus révulsée par les raids de destruction lancés au cœur de ses régions agricoles par les troupes fédérales composées de Noirs des U.S.C.T., qui étaient le plus souvent d'anciens esclaves. Et les journaux sudistes étaient prodigues de détails, en particulier sur le raid de Combahee Ferry et sur le sac de Darien en juin 1863 (voir le chapitre “ En 1863 ”).
La réaction des soldats sudistes, qui veulent se venger et tuer dans l'œuf toute volonté d'insubordination des esclaves, est brutale, et atteint son maximum en 1864. Les criminels de guerre pensent sans doute d'ailleurs être couverts par la loi : le 23 décembre 1862 Jefferson Davis a décrété (General Order no 111) que les prisonniers de guerre noirs (ainsi que leurs officiers) seront soumis à la peine capitale, et le Congrès de la Confédération a entériné cette décision en janvier 1863.

### Lors de labataille de Fort Blair
(6 octobre 1863), 400 raiders de William Quantrill attaquent soudainement un poste unioniste, le Fort Blair (Cherokee County, Kansas). Ils surprennent hors des murs un détachement d'U.S.C.T. et ne font pas de prisonniers.
Comme des survivants se sont réfugiés dans le fort, ont donné l'alerte, et que la résistance est vive, les raiders de Quantrill vont à quelque distance tendre une embuscade à la caravane du maj. gen. James Gillpatrick Blunt, qui était précisamment en train de transférer son Q.G. de Fort Scott à Fort Smith, plus à l'est.
Les raiders massacrent 130 personnes, y compris la musique militaire, et Johnny Fry, un célèbre ex-chevaucheur du Pony Express.

### Lors de labataille d'Olustee
, certes acharnée, le chiffre cependant exceptionnel de 40 % de pertes chez les Unionistes (dont 506 "disparus") semble bien devoir être attribué au fait que les Confédérés ont massacré les blessés et prisonniers afro-américains.
Ceci est corroboré par des lettres et journaux des combattants sudistes

### Lors de labataille de Fort Pillow
(12 avril 1864, Tennessee), le général confédéré Nathan Bedford Forrest attaque avec 2 500 hommes le Fort Pillow tenu par 292 soldats afro-américains et 285 soldats blancs. La garnison du fort se rend. Les sudistes envahissent alors le fort, repoussent les fédéraux en contrebas du talus escarpé qui domine la rivière voisine, et les prennent sous un feu croisé meurtrier.
Seulement 62 soldats Afro-américains survivront au massacre. Le cri de guerre des U.S.C.T. à l'est du Mississippi devint alors : "Souviens-toi de Fort Pillow !! ".
Une âpre controverse au sujet des événements survenus à Fort Pillow subsiste encore aujourd'hui.

### Lors de labataille de Poison Spring
(voir supra dans le chapitre "En 1864", le sous-paragraphe "bataille de Poison Spring" dans le paragraphe "Camden Expedition").
Environ 150 soldats du 1er Kansas Regiment (Colored) ont "disparu" après la bataille de Poison Spring (18 avril 1864).
L'article de WP en "Poison Spring State Park" mentionne clairement "le massacre de soldats Unionistes Afro-Américains du Kansas par les Confédérés, qui ne firent pas de prisonniers".
Quant à l'article "battle of Poison Spring", on peut y lire "leur mort est due à des exécutions sommaires par les Confédérés des régions frontières, et au fait que les Amérindiens enrôlés par les Sudistes les ont scalpé pour se venger des raids qu'ils avaient subi dans le Territoire Indien".

### Les hommes du5eUnitedStates Colored Cavalry
ont été au moins 2 fois victimes de crimes de guerre
- Après la première bataille de Saltville (1 au 3 octobre 1864) : un nombre indéterminé (probablement une centaine) de prisonniers et de blessés Afro-américains du 5e USCC sont assassinés (et jusque dans leur lit d’hôpital) par des Confédérés.
- Lors de l'embuscade de Simpsonville (25 janvier 1865) : environ 80 cavaliers Afro-américains du 5e USCC qui convoyaient un troupeau de bovins sont surpris par des raiders sudistes, et massacrés alors qu’ils étaient blessés ou s’étaient rendu.

### Ces actes de barbarie
, largement reportés par la presse nordiste et le mouvement abolitionniste soulevèrent l’indignation non seulement au Nord mais aussi à l’étranger et s’avérèrent nuisibles à la cause du Sud.
Le Secretary of War de la Confédération James Seddon recommanda alors que la décision de mettre à mort les prisonniers de guerre Afro-américains soit laissée à l’appréciation du général chargé du secteur (voir infra le chapitre "Le sort des USCT prisonniers de guerre").
D'ailleurs le Congrès de Richmond avait voté fin 1862 une résolution selon laquelle ces prisonniers seraient renvoyés dans leur état d’origine pour y être jugés et punis selon la loi.

## Dans l'US Navy
Comme l’armée de terre, la marine de guerre des États-Unis hésita au début du conflit sur l’attitude à adopter vis-à-vis des Afro-Américains, qu’il s’agisse de noirs libres cherchant à s’enrôler – ou d’esclaves fugitifs qui se réfugiaient sur les navires ou dans les arsenaux unionistes.

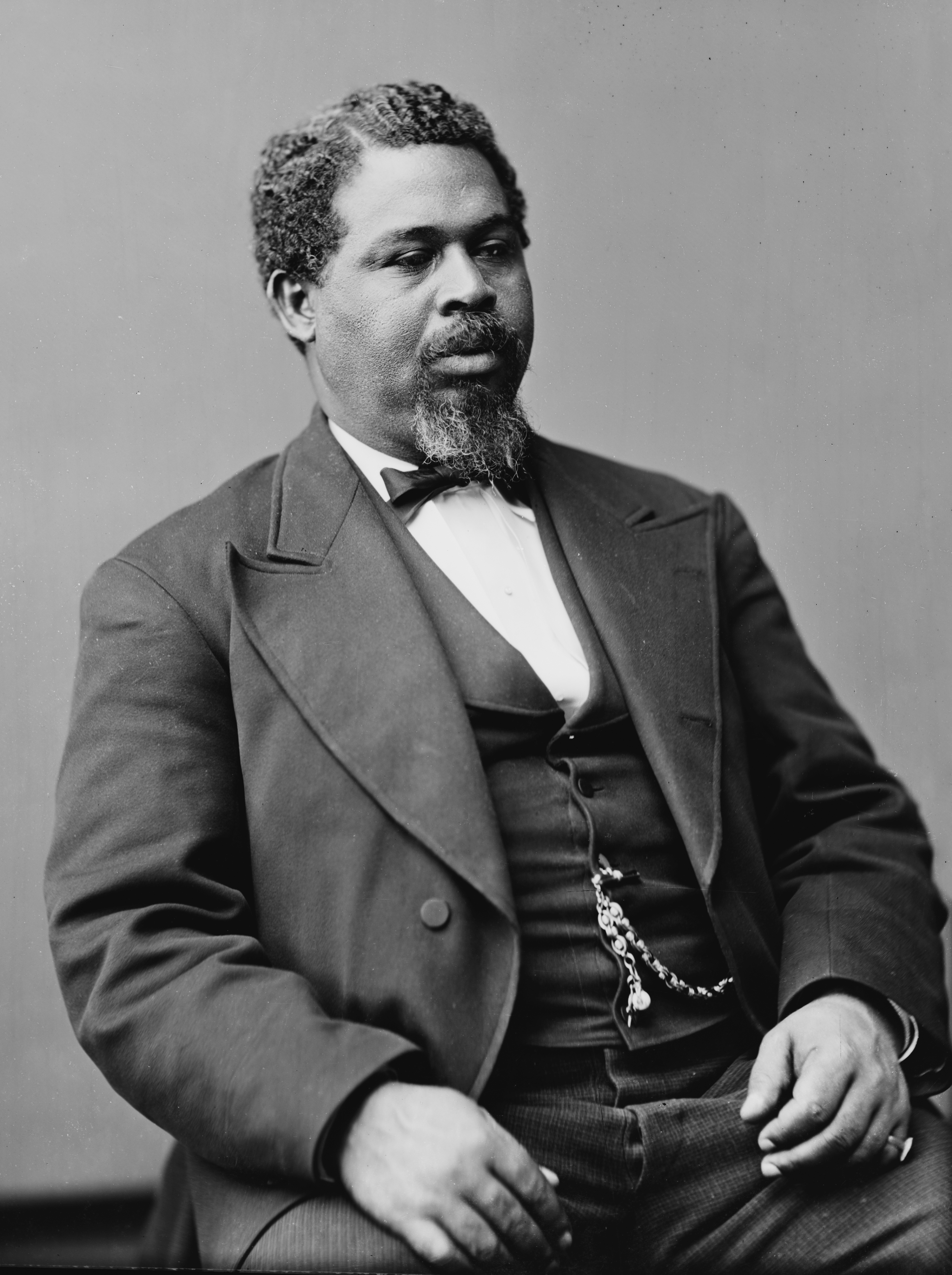
Robert Smalls.

Le political general Benjamin Franklin Butler, confronté peu après le début de la guerre au cas de 4 Noirs fugitifs qui avaient traversé la baie de Hampton Roads pour se réfugier à Fort Monroe où il commandait, trancha en juriste qu'il était : pour lui, ils étaient une “ marchandise saisie sur l’ennemi ” (contraband) et ils ne seraient pas rendus aux Sudistes.
Vu le flot grandissant de réfugiés Noirs, l'United States Navy, qui fut nommé Union Navy durant ce conflit, dut prendre position. Le Secretary of the Navy (Ministre de la Marine), Gideon Welles
précisa le 22 juillet 1861, par un ordre écrit : « Ce n’est pas le rôle de notre gouvernement d’encourager ce type de désertion. Mais, vu les circonstances, toute autre attitude nous amènerait à violer les principes d’humanité. Renvoyer ces fugitifs serait à fois cruel et de mauvaise politique. Je vous invite donc à leur trouver un emploi. »
Après le haut fait de Robert Smalls (cf illustration ci-contre), l'Union Navy parut un havre aux esclaves en fuite. Elle eut jusqu'à 16 % d'Afro-Américain dans ses rangs.
À l'inverse de l'Union Army, la Navy non seulement versa aux marins noirs (et ce dès le début) une solde égale à celle des marins blancs, mais elle leur offrit des postes intéressants dès leur enrôlement. Par ailleurs la nourriture et les soins médicaux étaient de bien meilleure qualité dans la marine que dans l'armée : les entrepôts des ports tenus par l'Union étaient bien plus largement fournis que ceux de l'armée en campagne.
Il était cependant impossible à un noir de devenir un officier dans l'US Navy : seuls les grades de sous-officier étaient accessibles aux Afro-Américains (Robert Smalls fut une exception). Dans la pratique, seuls les noirs libres eurent accès à ces postes : ils étaient les seuls qui aient suffisamment de pratique ou d'instruction.

## LaMedal of Honoret lesAfro-Américains

### Chiffres
La plus haute décoration militaire US (instaurée par Abraham Lincoln, en décembre 1861 pour la Marine, puis en juillet 1862 pour l'Armée de terre, elle fut la seule décoration officielle pendant la guerre de Sécession) a été parcimonieusement attribuée aux Noirs :
seulement 25 MoH sur un total de 1 522 décernées pendant la American Civil War.
Les 25 Afro-Américains qui ont reçu la MoH pour actes de courage pendant la guerre de Sécession faisaient partie des U.S.C.T. (infanterie) pour 15 d'entre eux, de la Union Navy pour 7 d'entre eux, et d'unités diverses pour 3 autres.

### Quelques cas notables

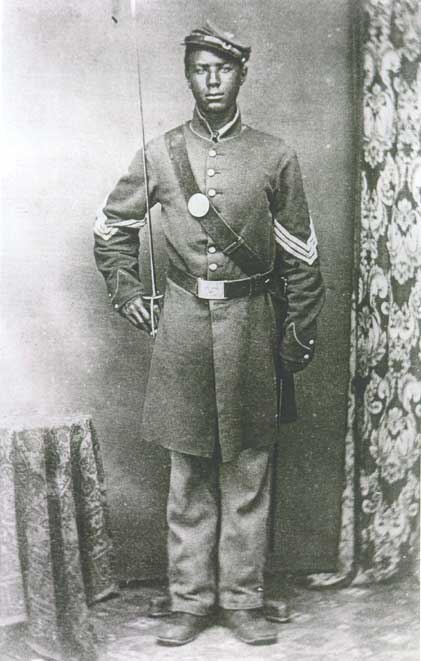
Le jeune afro-américain Andrew Jackson Smith mérite la Medal of Honor lors de la bataille de Honey Hill (le 30 novembre 1864). Ses descendants la recevront des mains du président Bill Clinton en 2001

William H. Carney, du 54e régiment d'infanterie du Massachusetts, fut le premier afro-américain pour lequel une MoH fut demandée (après la seconde bataille de Fort Wagner, Morris Island, en 1863). Il ne la reçut que 37 ans plus tard, en 1900.
Robert Blake (un contraband negro qui servait comme steward sur la canonnière à vapeur USS Marblehead), fut le 1er afro-américain à recevoir la MoH (en 1864, quatre mois après avoir, le 25 décembre 1863, pris spontanément la place d'un canonnier tué par une attaque surprise des Sudistes, et avoir fortement contribué à mettre l'ennemi en fuite).
Andrew Jackson Smith, lors de la bataille de Honey Hill (30 novembre 1864) relève le drapeau de son régiment, (le 55e Volunteers of Massachusetts, qui charge avec le 54e régiment d'infanterie du Massachusetts) alors que le tiers de ses compagnons est tombé. Il est proposé pour la MoH en 1916, mais, à la suite d'un « imbroglio administratif », ne la recevra (à titre posthume), qu'en 2001.

### Pour l'Union Army
Les soldats Afro-américains suivants ont été décorés de la MoH :
- après la seconde bataille de Fort Wagner, Morris Island (18 juillet 1863) : William H. Carney
- après la bataille de Deep Bottom (21 juillet 1864) : Thomas R. Hawkins
- après la bataille du Cratère (Siège de Petersburg) (30 juillet 1864) : Decatur Dorsey
- après la bataille de Chaffin's Farm (28 septembre 1864), 14 soldats : William H. Barnes - Powhattan Beatty - James H. Brownson - Christian Fleetwood - James D. Gardner - James H. Harris - Milton M. Holland - Miles James - Alexander Kelly - Robert Pinn - Edward Ratcliff - Charles Veale - Alfred B. Hilton (à titre posthume).
- après la bataille de Honey Hill (30 novembre 1864) : Andrew Jackson Smith
- après la seconde bataille de Fort Fisher (15 janvier 1865) : Bruce Anderson -

### Parmi les Afro-Américains de l'US Navy
- pour son courage comme canonnier improvisé à bord du USS Marblehead (le 25 décembre 1863) : Robert Blake (qui fut le 1er Afro-américain à recevoir la MoH).
- après le combat du USS Kearsarge contre les CSS Alabama en vue de Cherbourg (France), le 19 juin 1864 : Joachim Please.
- après la bataille de la baie de Mobile (5 août 1864), 4 décorés : William H. Brown - Wilson Brown - John Henry Lawson - James Mifflin
- pour son courage à bord d'une baleinière sur le Mattox Creek (Virginie), le 17 mars 1865 : Aaron Anderson

## States' rightscontreCivil Rights
La guerre de Sécession a-t-elle fait évoluer le regard de la société blanche nord-américaine sur les Afro-américains ?

### Au Nord l'évolution est effective

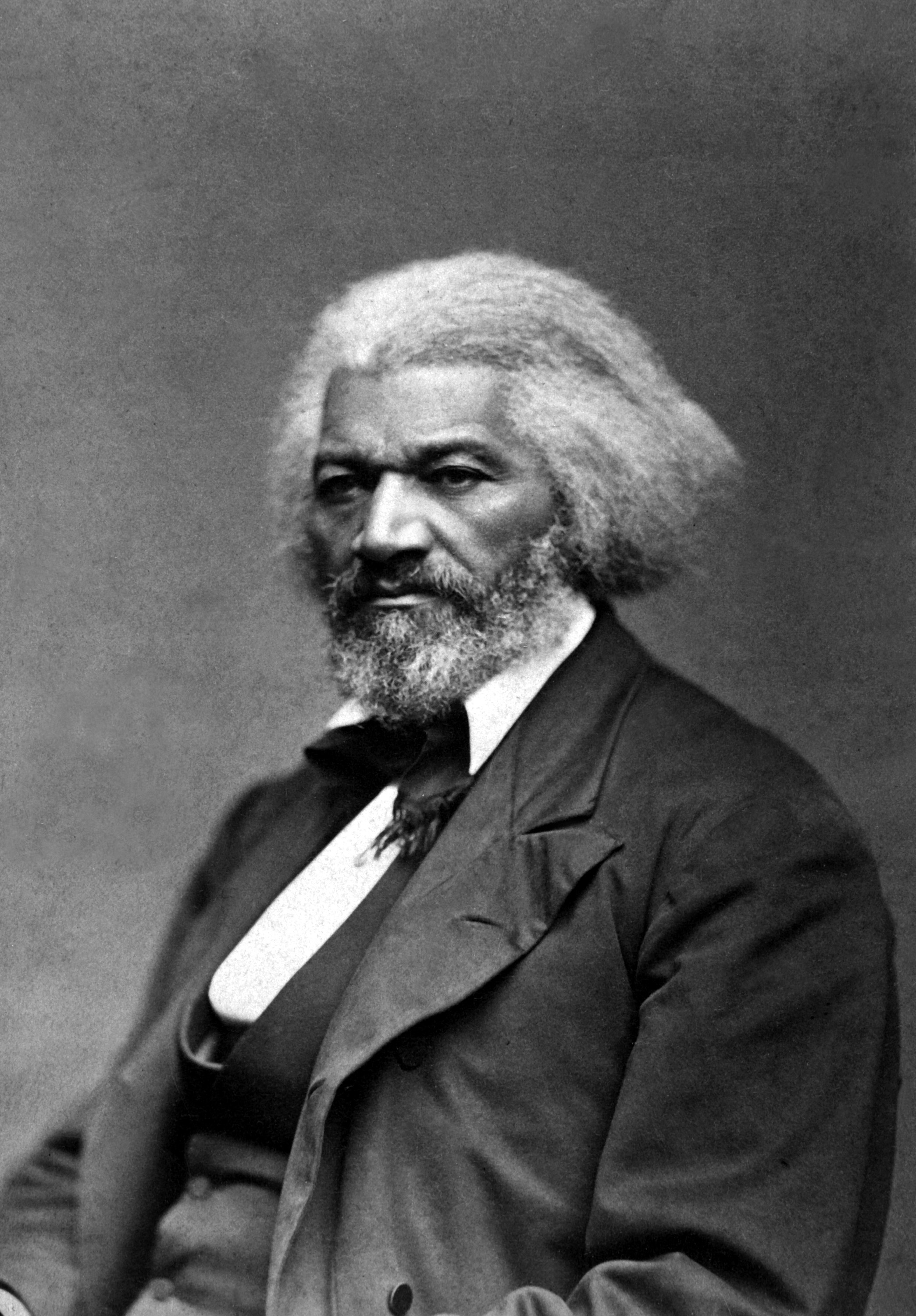
Frederick Douglass, écrivain, homme politique et charismatique militant de la cause abolitionniste. Il ne s'engagea pas dans l' Union Army (il avait plus de 40 ans en 1861) mais ses 2 fils s'enrôlèrent dans le fameux 54ème régiment d'infanterie du Massachusetts.

du moins dans les classes cultivées, où s’évertuent les abolitionnistes : des militants et théoriciens, soit blancs (comme le journaliste William Lloyd Garrison, l'écrivain Henry David Thoreau, le politicien whig Thaddeus Stevens, le pasteur Henry Ward Beecher et sa sœur Harriet Beecher Stowe, l’auteur du best-seller "Uncle’s Tom Cabin"), soit Afro-Américains (comme Frederick Douglass, Robert Purvis, James Forten) - des journalistes, comme Horace Greeley et Charles Anderson Dana, âmes du journal New York Tribune - des hommes politiques, comme John Albion Andrew, père du 54ème régiment d'infanterie du Massachusetts - des bailleurs de fonds (comme George Luther Stearns) – des hommes d’action engagés dans l’armée au côté des soldats Noirs qu’ils encadrent (comme James S. Brisbin, George Leonard Andrews, Daniel Ullman et Robert Gould Shaw, qui donnera sa vie au combat).
Mais dans les classes populaires, surtout le prolétariat urbain formé essentiellement d'immigrés de bas niveau socio-économique, le Noir restera longtemps celui "pour qui on va se faire tuer, et qui vous prend votre travail". Cette schématisation aboutit, après le vote des lois instaurant la conscription sélective des plus pauvres et l'annonce des terribles pertes humaines subies lors de la bataille de Gettysburg, aux Draft Riots de juillet 1863, et à un pogrom anti-Noirs dans les rues de New York mises à feu et à sang (88 Noirs sont lynchés par la foule).
L’évolution des mentalités Nord-Américaines en faveur des Noirs est mise en évidence au plus haut niveau : alors qu’au début de la guerre Lincoln avait pensé renvoyer les esclaves noirs en Afrique, éradiquant ainsi le problème (Frederick Douglass, et James Forten, un riche Noir abolitionniste de Philadelphie, avaient combattu cette idée avec véhémence), il décide fin 1862 d’émanciper les esclaves Noirs.
Le président des États-Unis Abraham Lincoln énonce (de sa propre autorité) sa Proclamation d'émancipation (Emancipation Proclamation) en 2 temps : le 1er décret (executive order) en date du 22 septembre 1862 décide que dès le 1er janvier 1863 sera considéré comme libre tout esclave actuellement détenu sur le territoire de la Confédération Sudiste (donc même si ce territoire n'est pas encore contrôlé par le Nord). Le 2e décret (1er janvier 1863) énumère les États du Sud concernés.

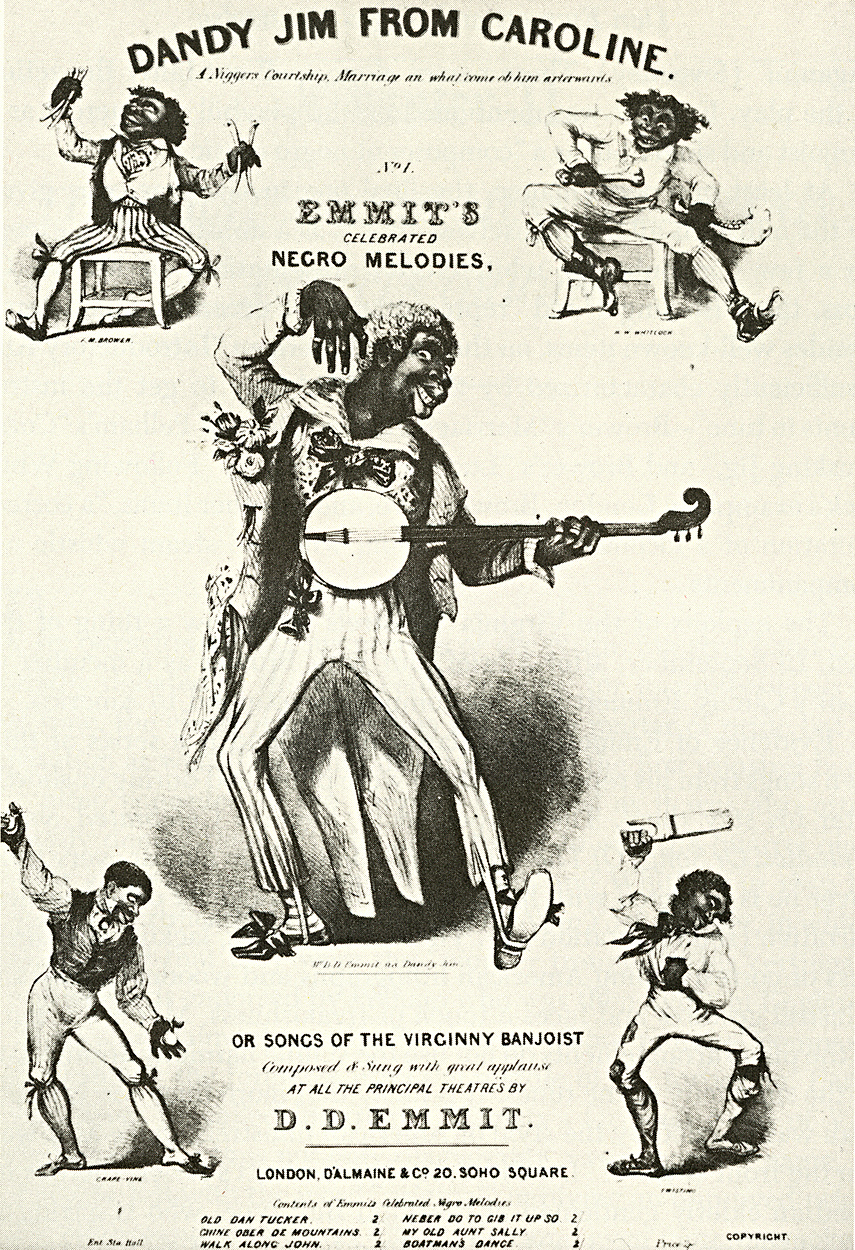
Un des stéréotypes culturels favori des blancs : le black minstrel. Ici "Dandy Jim de Caroline", fameux musicien-danseur noir, avec ses danseurs et ses instruments de musique : le banjo, les castagnettes (faites de côtes de bœuf) la rape musicale (un fémur et une mâchoire de cheval), et le tire-bottes.

La guerre elle-même, et le mélange culturo-racial qu'elle a favorisé ou imposé sur le terrain, a fait avancer la cause des Noirs. Elle a en particulier brisé le stéréotype du noir peureux ou en qui on ne peut se fier, du domestique indolent ou du bouffon non concerné par cette « guerre de blancs » (voir l’illustration ci-contre et celle du paragraphe bataille du Cratère dans le chapitre "En 1864 ") : les unités Afro-américaines ont largement montré leur valeur au combat, leur discipline, et leur esprit de sacrifice.
Ainsi, les officiers blancs du tout nouveau régiment 5e United States Colored Cavalry témoigneront-ils que leurs soldats afro-américains ont pendant la longue marche d’approche subi avec patience et dignité les farces de mauvais goût inventées par les collègues blancs, voire leur harcèlement – avant de se sacrifier avec un courage qui les étonne lors de la première bataille de Saltville (voir l’article 5e United States Colored Cavalry).
Après la seconde bataille de Fort Wagner, Morris Island, la famille du colonel Robert Gould Shaw (qui avait conduit les Afro-Américains de son 54e régiment d’infanterie du Massachusetts à l'assaut et avait été tué sur les murs du fort) réclama son corps aux Sudistes. Ceux-ci firent savoir que le colonel blanc avait été jeté avec les noirs dans une fosse commune. La famille Shaw répondit alors que l'officier ne pouvait pas avoir de meilleure sépulture.
L'armée et la marine ont été le creuset qui a permis la progression du statut social des Noirs à la fin du XIXe siècle. Leur enrôlement dans l' Union Army ou l' US Navy a eu un effet déterminant pour leur classe sociale tout entière, comme en témoignent quelques personnalités marquantes qui émergent au-dessus de la masse anonyme des Afro-Américains. En particulier : William N. Reed, Martin Delany, James Monroe Trotter et Robert Smalls.

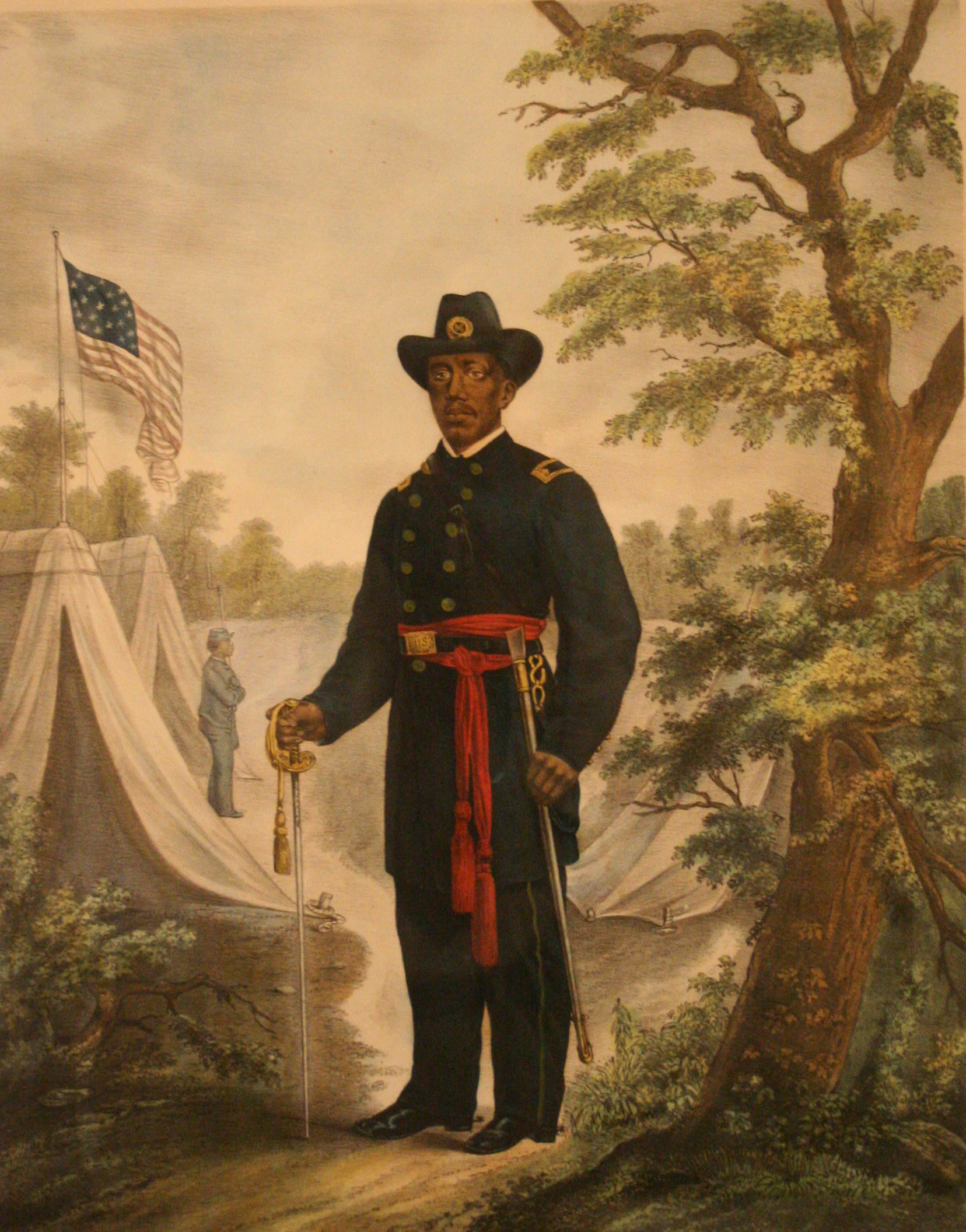
Martin Delany, médecin, militant du Mouvement afro-américain des droits civiques naissant, nommé major de l’Union Army par le président Lincoln début 1865, fut un des deux officiers supérieurs afro-américains de l’Union Army (l'autre étant William N. Reed).

- William N. Reed atteint (cas exceptionnel) le grade de lieutenant-colonel et est mortellement blessé lors de la bataille d'Olustee.
- Début 1865, Lincoln, qui jusque-là a refusé à Frederick Douglass de nommer des officiers Noirs, reçoit en audience le militant noir Martin Delany, et, séduit par sa personnalité, le nomme d'emblée major de l'Union Army pour son action comme recruteur des U.S.C.T.. Delany est le 2 cd officier supérieur noir de l'histoire des États-Unis; il formera 2 régiments USCT avec des esclaves fugitifs venus du Sud, mais ne connaîtra pas le champ de bataille : l'armistice est signé en avril 1865.
- James Monroe Trotter (1842-1892), fils d'une esclave et de son maître blanc, s'enrôla dès juin 1863 dans le 55e Regiment of Massachusetts Volunteers (Colored). Il y fut nommé second lieutenant (sous-lieutenant), promotion plus que remarquable pour un Afro-Américain. Après-guerre, il parvint même en 1887 au poste administratif de Recorder of Deeds (équivalent de "conservateur des hypothèques") du District de Columbia, le plus haut poste auquel un Afro-Américain ait été nommé (Frederick Douglass l'avait précédé à ce poste en 1881)[98].
- Robert Smalls : voir le chapitre supra "Dans l'US Navy".

### Alors qu’au Sud l'état d'esprit des blancs est trop figé
depuis des générations pour que, à part quelques exceptions, le regard porté sur les Noirs change.

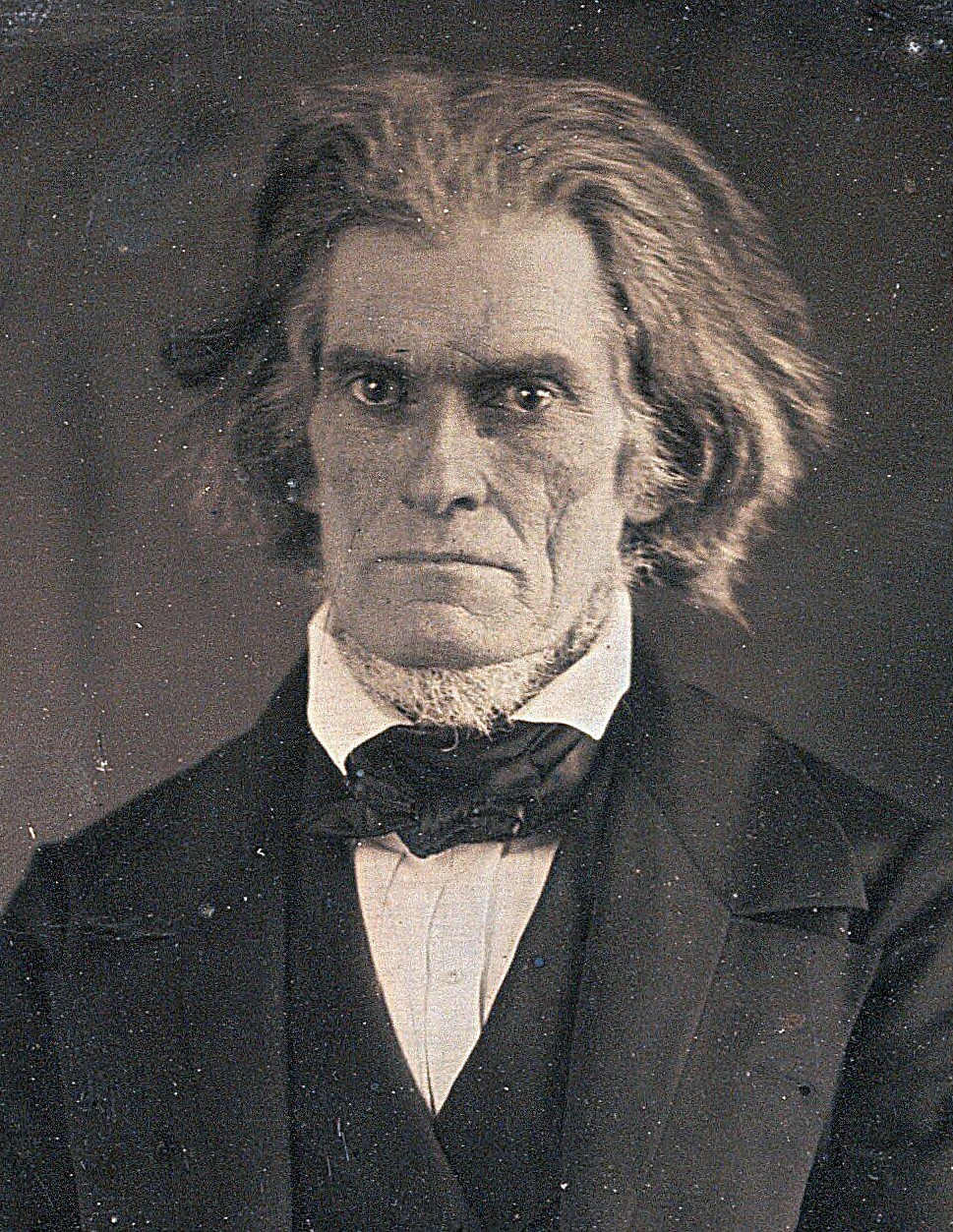
John Caldwell Calhoun, avocat et homme politique connu, partisan de la nullification des lois fédérales, et maître à penser des tenants des States' Rights et de l'esclavagisme

Pour la plupart des Sudistes cultivés, le concept de la prééminence des States' Rights (d'ailleurs renforcés par le dixième amendement de la Constitution des États-Unis) autorise un État à considérer comme légaux l'esclavage et la ségrégation, par opposition aux lois fédérales.
Un exemple de cette profonde obnubilation sur les States' rights et ce que ces 2 mots représentent : quand Nathaniel Gist a un fils en 1831 il le prénomme States' Rights car il est fervent partisan de John Caldwell Calhoun, un promoteur notoire de la cause esclavagiste. Le jeune States Rights Gist devient avocat, puis général, et est tué (à l'âge de 33 ans) à la tête de ses hommes fin 1864, lors du grand massacre de Confédérés qu'a été la bataille de Franklin.
Les mots States' Rights étaient d'ailleurs tout simplement devenus synonymes d'"esclavagisme" : après la bataille de Missionary Ridge (25 novembre 1863) qui fut particulièrement sanglante, un aumônier demanda au général George Henry Thomas (surnommé "le Roc de Chickamauga", il était virginien mais combattait du côté nordiste) si on devait enterrer séparément les Nordistes et les Sudistes. Thomas répondit : "Mélangez-les. J'en ai assez des States Rights".

## Les Afro-américains dans l’armée confédérée

### Hésitations et crispations

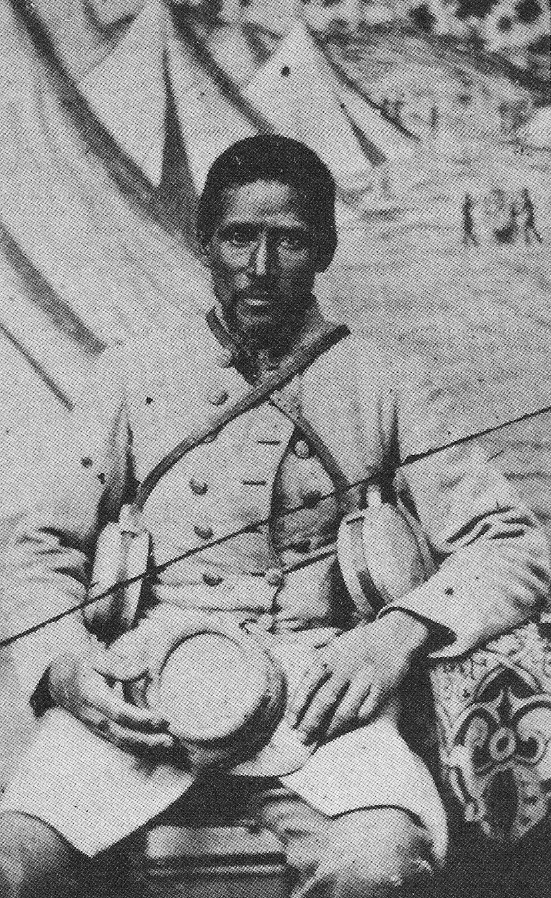
"Marlboro" un Afro-Américain en uniforme confédéré ("bodyservant to a white Confederate soldier", "domestique d'un soldat sudiste blanc" selon la notice annexe de la photo).

"Près de 40 % de la population de la Confédération n'était pas libre… l'effort nécessaire pour soutenir la communauté pendant la guerre retomba donc aussi naturellement, et d’une façon disproportionnée, sur les épaules des Noirs. La guerre qui fit partir tant d'hommes blancs pour l'armée multiplia l'importance de la force de travail des Noirs".
Même Joseph E. Brown, le gouverneur de l'État de Géorgie, admet (en mars 1863, lors d'une réunion extraordinaire du gouvernement de Georgie qu’il a convoquée) qu'à l'heure actuelle "le pays et l'armée dépendent principalement du travail des esclaves".
Les juridictions des états confédérés prirent spontanément l'initiative du recours aux Afro-Américains, que ce soit par la réquisition pour les esclaves, ou par la conscription pour les Noirs libres ou affranchis.
Courant 1864, 6 états de la Confédération (Floride, Virginie, Alabama, Louisiane, Mississippi, et Caroline du Sud, par ordre chronologique) avaient rendu légale la réquisition des esclaves, et leur démarche avait été approuvée par le Congrès de la Confédération.
Les esclaves réquisitionnés étaient utilisés dans diverses branches d'activité : depuis les travaux publics, les mines et les charrois jusqu'aux hôpitaux, où ils faisaient fonction d'assistants ou d'infirmières.
Quant à la possibilité d'armer les esclaves et de les faire combattre dans les rangs de la C.S. Army, elle est envisagée au début de la guerre (en particulier par le gouverneur de Virginie William "Extra Billy" Smith), mais est écartée par Jefferson Davis et son administration, d'autant plus que les Confédérés ont commencé par remporter de grandes victoires.
Des états avaient créé des milices locales constituées de Noirs libres, et les avaient proposées au War Department (Ministère de la Guerre) pour qu'il les incorpore à la Confederate States Army (C.S.A.), mais l'offre fut déclinée et ces corps de milice ne servirent qu’à rendre les honneurs et à la propagande sudiste (sur le devenir de ces milices noires au cours de la guerre, voir l'article Corps d'Afrique).
Mais quand fin 1862-début 1863 la situation se renverse et que les Unionistes commencent à être victorieux à leur tour, la Confédération a recours à des mesures au niveau national : la conscription pour les blancs, et la mise au travail forcé de tous les Afro-Américains (esclaves comme hommes libres).
En janvier 1864, après le terrible revers pour la Confédération qu'a été début juillet 1863 la bataille de Gettysburg, et devant la pénurie de combattants, le général confédéré Patrick Cleburne et plusieurs officiers de l’Army of Tennessee demandent qu’on incorpore des esclaves à l’armée confédérée, en leur proposant la liberté en échange.
Cleburne écrivait : "Les esclaves combattront-ils ? D’après notre expérience, des negroes à demi entraînés ont combattu aussi bien que des yankees à demi entraînés".
Jefferson Davis refusa d’étudier la proposition de Cleburne et ordonna qu’on ne la mentionne plus. Son attitude de refus était partagée par plusieurs généraux influents qui ne voulaient pas d’Afro-américains dans l’armée sudiste : ainsi Howell Cobb, Pierre Gustave Toutant de Beauregard, et James Patton Anderson. Mais il semble que, en contradiction avec l'attitude officielle et de leur propre autorité, nombre d'officiers confédérés aient dès 1863, voire plus tôt encore, enrôlé des Noirs dans les rangs de la C.S.A. (voir infra le paragraphe "Combien d’Afro-américains ont-ils combattu dans la C.S. Army ?")
Bien que la proposition de Cleburne ait été écartée en haut lieu, la question de l’enrôlement des Afro-américains dans la Confédérate States Army devint un sujet de débat dans la population et la presse sudistes au cours de l’hiver 1864,.
Les tendances opposées s’expriment dans les journaux au sujet de l’incorporation des Noirs dans l’armée. Nathaniel Tyler écrit en octobre 1864 dans le Richmond Enquirer : "si nous avons le choix entre la perte de la Virginie et l’enrôlement des esclaves qui s’y trouvent, alors pour nous il est évident qu’il faut transformer ces esclaves en soldats, et accorder leur liberté à ceux d’entre eux qui survivront aux batailles".
Alors que fin janvier 1865 on pouvait lire dans le journal Charleston Courier : "l’esclavage, cette institution laborale accordée par Dieu, doit être maintenu – ou disparaître en même temps que la souveraineté de l’état, qui est le socle de notre Confédération. Il est fou de penser que nous pouvons maintenir notre indépendance si nous abolissons l’esclavage".

### Décision tardive
Le 11 janvier 1865 Robert E. Lee écrit au Congrès de la Confédération : il demande instamment aux députés de rendre légal l’enrôlement des Afro-Américains, et de leur proposer la liberté en échange.
Le 13 mars 1865, la loi autorisant la formation d’unités de Noirs dans la C.S.A. est promulguée, et le décret d’application est signé par Jefferson Davis 10 jours plus tard : General Order No. 14 du 23 mars 1865. Il stipule cependant que l’affranchissement accordé au futur soldat dépend de l’accord de son propriétaire : "aucun esclave ne sera enrôlé sans apporter la preuve de son propre consentement, et sans un document écrit de son propriétaire, document équivalent à une lettre d’affranchissement".
Le Richmond Sentinel du 21 mars 1865 annonce : "Sous la direction du Dr Chambliss, le bataillon de soldats venu du Camp Winder et du Camp Jackson (y compris la compagnie de troupes noires commandée par le capitaine Grimes) paradera sur la place ce mercredi après-midi, à 4 heures. Cette compagnie de troupes noires est la 1re constituée en Virginie ; elle a été formée il y a un mois par le Dr Chambliss Chambliss avec les employés des hôpitaux, et elle a servi au front pendant le dernier raid de Philip Sheridan".
Malgré les estimations du state auditor (contrôleur général) de Virginie selon lesquelles environ 4 700 Noirs libres, et 25 000 esclaves âgés de 18 à 45 ans étaient aptes au service armé, un très petit nombre d’entre eux se présenta pour s’engager. Ils provenaient de 2 hôpitaux locaux (celui de Windsor et celui de Jackson) – et aussi d’un centre de recrutement officiel créé par Richard S. Ewell et dirigé par les majors James Pegram et Thomas P. Turner. Selon le journal Richmond Whig, 1 mois après le début du recrutement seulement 40 ou 50 Afro-américains s’étaient engagés dans la C.S. Army.
Jefferson Davis, dans ses mémoires, écrit : "Le temps nous a manqué pour que nous ayons pu obtenir quelque résultat de ces mesures".

### Combien d’Afro-américains ont-ils combattu dans la C.S. Army?
.
Des milices formées par des Afro-Américains de Louisiane ont existé à La Nouvelle-Orléans avant sa chute début 1862, mais elles n'ont pas combattu (voir l'article Corps d'Afrique).
Deux journaux du Sud rapportent que le 5 août 1862 lors de la bataille de Baton Rouge (Louisiane) un géant afro-américain portant havresac et fusil, et en uniforme, a combattu dans les troupes du major-general confédéré John Cabell Breckinridge contre les nordistes du 14th Maine Volunteer Infantry Regiment et a participé à l’assaut. On ignore s’il s’agissait d’un Noir libre ou d’un esclave.
Le New York Herald du 11 juillet 1863 rapporte qu’après la bataille de Gettysburg (2 et 3 juillet 1863) "7 prisonniers sudistes étaient des Noirs, en uniforme confédéré et armés comme des soldats".
Le Dr Lewis Steiner, Chief Inspector of the United States Sanitary Commission (inspecteur-en-chef de la Commission Sanitaire des États-Unis) a noté, alors qu’il observait les troupes de Stonewall Jackson occupant la ville de Frederick (Maryland) en 1862 : "À ces troupes (confédérées), il faut rajouter plus de 3 000 "negroes". Ils étaient vêtus de toutes sortes d’uniformes, pas seulement d’uniformes nordistes de rebut ou capturés, mais de manteaux avec des boutons sudistes, portant le nom de leur état d’origine. Ces vêtements étaient dépenaillés et sales, mais pas plus que ceux portés par les blancs de l’armée rebelle. La plupart de ces "negroes" avaient des armes, des fusils à percussion, des fusils à silex, des sabres, des "bowie-knifes" (grand couteau de chasse), des poignards, etc. et ils étaient manifestement partie intégrante de la "C.S. Army"".
Le brigadier general unioniste David Stuart a noté dans un rapport : "l’ennemi, et surtout ses "negroes" armés, a osé résister et faire feu, et nous a causé de nombreuses pertes : 11 morts, 40 blessés, 4 disparus. Donc pertes totales : 55…".
Le nombre d’Afro-américains qui a vraiment combattu dans les rangs de la C.S. Army a été faible, et leur enrôlement n’était pas le résultat d’une politique officielle. Après la guerre, l’état du Tennessee a versé des pensions d’ancien combattant à environ 300 Afro-Américains,.
Dans la marine de guerre confédérée

« "Les Noirs libres pouvaient s’enrôler dans la marine de guerre avec l’approbation de l’amiral de leur région maritime, ou celle du ministère de la marine. Quant aux esclaves, ils devaient avoir l’autorisation de leur maître. Le règlement prescrivait que l’effectif des navires nouvellement armés ne pouvait dépasser 5 % de noirs. On ne dispose pas de chiffres, mais de nombreux Noirs servaient comme soutiers, stewards, et même (et c’était là leur plus haute affectation) comme pilotes qualifiés dans les eaux dangereuses" »

En fait, sur les navires de la C.S. Navy, la qualité de "pilote" était réservée aux blancs ; un Afro-américain occupant cette fonction était désigné comme "timonier".

## Le sort desU.S.C.T.prisonniers de guerre
Les Afro-américains prisonniers n'ont plus été libérés lors de échanges de captifs entre le Nord et le Sud quand la Confédération a refusé de libérer les noirs capturés alors qu'ils portaient l'uniforme fédéral : en octobre 1862 le Congrès de la Confédération adopta une résolution selon laquelle tout soldat unioniste Noir fait prisonnier, qu'il soit libre ou esclave, serait renvoyé dans son État d'origine "afin qu'il lui soit appliqué les lois (présentes ou futures) du sus-dit État".
Dans une lettre au général Pierre Gustave Toutant de Beauregard (le défenseur de Charleston et de Petersburg), le Secretary of War (Ministre de la Guerre) James Seddon écrit en substance au sujet du problème des prisonniers de guerre noirs : "les esclaves en rébellion flagrante méritent la mort selon les lois en vigueur dans tous nos états possesseurs d'esclaves… mais il serait bon, pour éviter d'éventuels abus, que la décision de leur exécution soit réservée au général responsable de la localité où a eu lieu la capture".
D'ailleurs Seddon, préoccupé par " les problèmes soulevés par cette question" demandait instamment que les prisonniers de guerre Noirs soient renvoyés à leur propriétaire s'ils étaient des anciens esclaves - et, s'ils étaient des hommes libres, qu'ils soient internés et envoyés aux travaux forcés.
Selon quelques sources, le sort des prisonniers de guerre Noirs et de leurs officiers blancs "n'était pas pire" que celui des autres prisonniers de guerre. Toutefois en 1864 les Confédérés ont forcé des prisonniers Afro-Américains à construire des retranchements autour de Richmond, et ce sous le feu de l'ennemi; on n'a pas d'exemple que ceci soit arrivé à des prisonniers de guerre blancs.
Ulysses S. Grant, devenu général en chef de l'US Army, fit arrêter à la mi-1864 (après le massacre de prisonniers Noirs qui suivit la bataille de Fort Pillow) les échanges de prisonniers que le Cartel Dix-Hill avait tant bien que mal permis jusque là. Selon Benjamin Franklin Butler, Grant déclarait que « suite aux échanges, on n'aura pas un homme de plus dans notre armée, alors que chez les Sudistes, chaque homme qu'on leur rend redevient immédiatement un soldat ; donc les échanges sont profitables pour eux, et à nous, ils ne nous servent à rien ».

## Après la guerre: espoirs puis désillusion

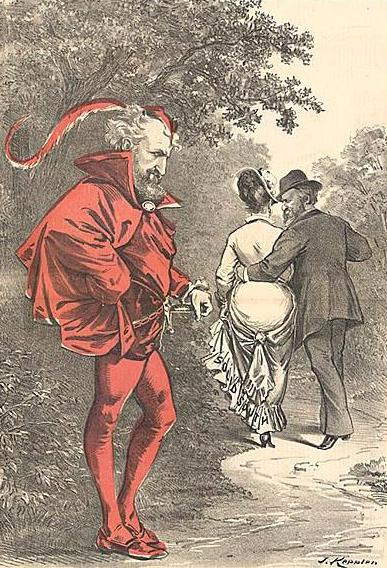
À la fin de la période de reconstruction après la guerre de Sécession, les élections présidentielles de 1876 sont très suspectes. Le Compromis de 1877 permet à "Mr Republican President Rutherford B. Hayes" d'espèrer arriver à ses fins avec "Mrs Democrat Solid South" (sous l'œil satisfait du « manipulateur diabolique » Mr Devil Conkling). Le caricaturiste n'a pas pensé à représenter un Noir éploré : les anciens esclaves seront les grands perdants du compromis.

Les Afro-Américains qui avaient été enrôlés dans l' Union Army sont démobilisés fin 1865-début 1866. Un bon nombre s'engage dans l'US Army (soit dans l'infanterie, soit dans la cavalerie), ils deviendront les Buffalo Soldiers, très efficaces pendant les guerres indiennes.
La plus grande partie des démobilisés noirs revient à la vie civile, sous des auspices qui paraissent d'abord favorables : dès la fin de la guerre de Sécession, les États-Unis soutiennent les droits des Afro-Américains. Le Congrès des États-Unis vote en 1865 le XIIIe amendement de la Constitution des États-Unis : il supprime l'esclavage (mais n'offre pas aux noirs la citoyenneté ou des droits équivalents à ceux des blancs). En 1868 le 14e Amendement accorde la citoyenneté aux Afro-américains (ainsi qu'à toute personne née sur le territoire des États-Unis). En 1870 le 15e Amendement spécifie que la race ne sera plus un facteur discriminatoire restreignant le droit de vote.
Sur le plan pratique, au Sud, pendant la période de reconstruction après la guerre de Sécession (1865–1877), les mesures d'émancipation des noirs sont soutenues par la présence des troupes d'occupation fédérales et le Bureau des réfugiés, des affranchis et des terres abandonnées : de nombreux noirs sont alors élus à des postes clés, l'alphabétisation et la remise en culture progressent, le niveau socio-économique des Afro-américains s'élève.
Mais après le Compromis de 1877 (un arrangement entre politiciens du Nord et du Sud qui accorde la présidence au Républicain du Nord Rutherford B. Hayes à condition que le gouvernement fédéral retire ses troupes du Sud, et que le Sud démocrate s'engage à "respecter dorénavant les droits des noirs", la communauté blanche du Sud reconquiert sa suprématie par la fraude électorale et la violence (lynchages; Ku Klux Klan).
De nombreux noirs éduqués préfèrent alors partir pour le Nord (et en particulier pour le Kansas : vague des exodusters de 1879-1880), et laisser le Sud à la domination blanche renforcée par les lois Jim Crow.